# Sousse

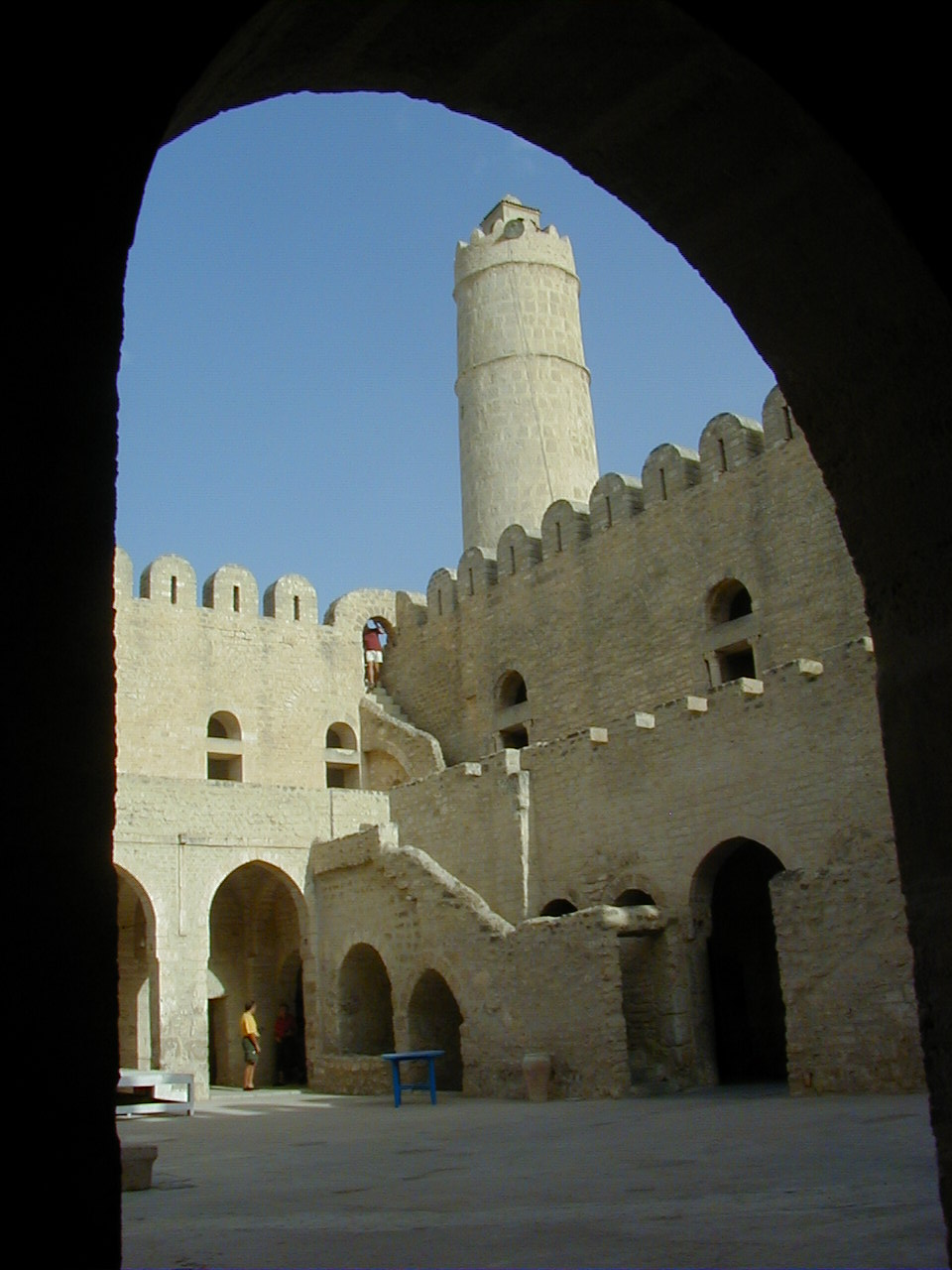
Tour du ribat de Sousse.

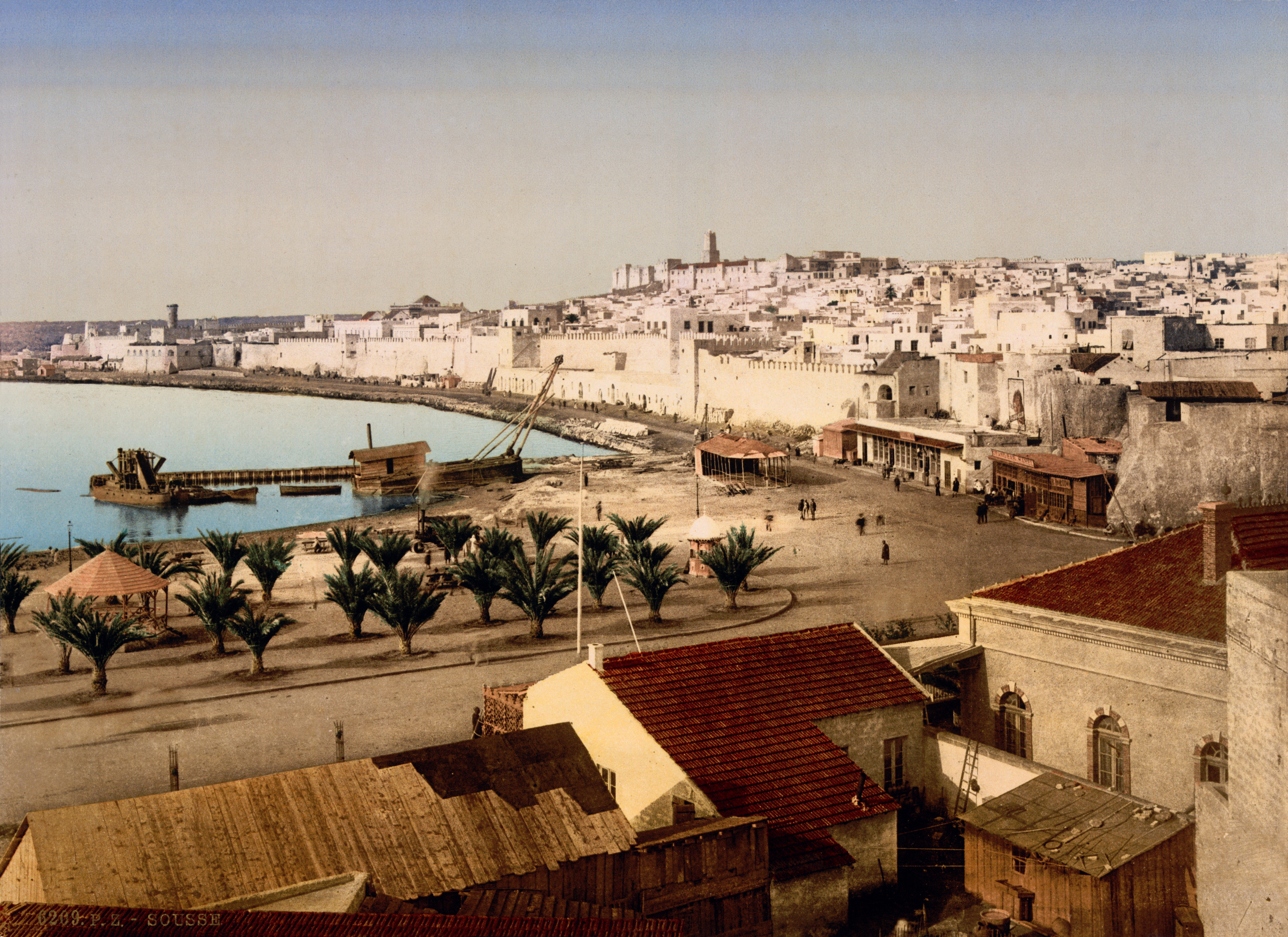
Vue de Sousse vers 1899.

Ne doit pas être confondu avec Souss, Hammam Sousse ou Zaouiet Sousse.
Sousse (arabe : سوسة, Sūsa, /suːsæ/ ) est une ville portuaire de l'Est de la Tunisie, située à 143 kilomètres au sud de Tunis, et ouverte sur le golfe d'Hammamet (mer Méditerranée).
Capitale du Sahel tunisien — elle est parfois surnommée la « perle du Sahel » — et chef-lieu du gouvernorat du même nom, elle est la troisième municipalité du pays après Tunis et Sfax, et la quatrième agglomération, Nabeul étant la troisième.
La médina de Sousse est inscrite au patrimoine mondial de l'Unesco depuis 1988.

## Toponymie
Des noms semblables peuvent être trouvés en Libye et au sud du Maroc, comme avec la région du Souss. Souss en marocain est synonyme de rief, ce qui désigne les nomades ou plus généralement les campagnards. Toutefois, le terme de Sousse est ici attribué à une ville, à l'époque symbole de puissance et de sédentarité.

## Géographie

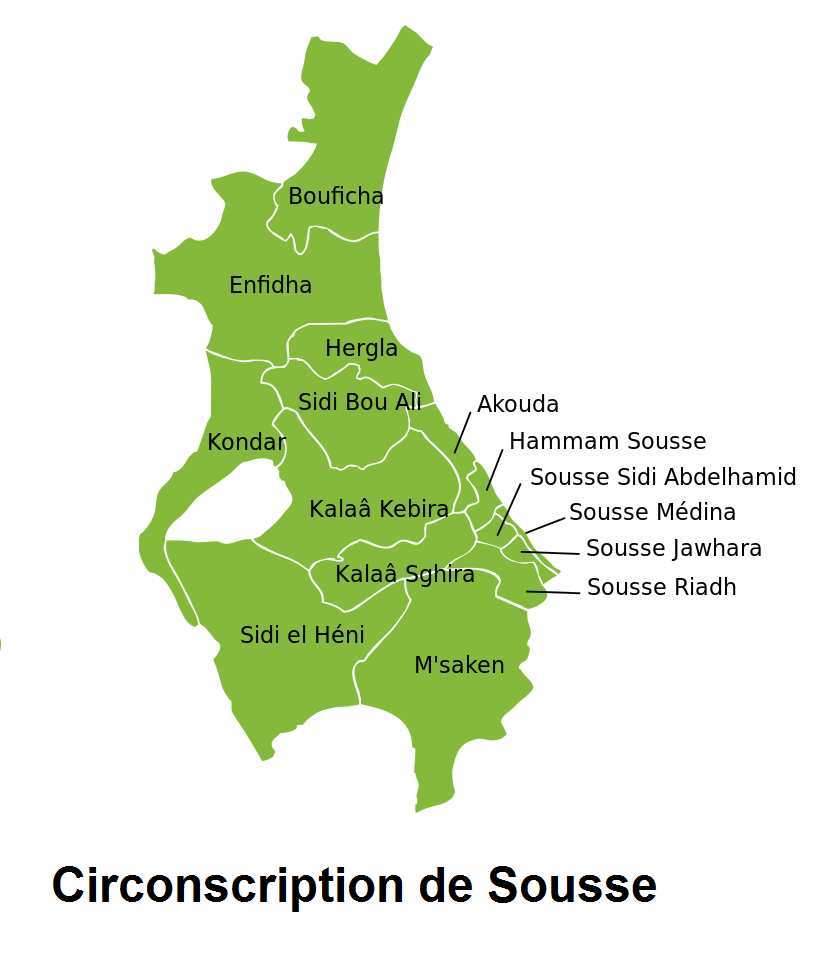
Carte de la circonscription de Sousse.

### Situation
Sousse occupe un emplacement géographique au centre de la Tunisie, sur le littoral du Sahel donnant sur la mer Méditerranée bordant l'Est du pays.
La ville s'étend sur 45 km2 et se situe à 25 mètres d'altitude.
|               | Mer Méditerranée |               |
| Hammam Sousse | Sousse           | M'saken       |
| Kalâa Kebira  |                  | Kalâa Seghira |

### Administration

Drapeau de la municipalité de Sousse.

La municipalité de Sousse est le chef-lieu d'un gouvernorat qui s'étend sur 2 669 km2. Elle est divisée en quatre arrondissements municipaux : Sousse Nord, Sousse Sud, Sousse Médina et Sousse Riadh. Les deux premiers sont créés le 11 février 1976 et les deux derniers le 19 février 1982. Ses principales circonscriptions et délégations sont au nombre de quatre : Sousse Sidi Abdelhamid, Sousse Médina, Sousse Jawhara et Sousse Riadh.
Son code géographique est le 31.

## Démographie

### Poids démographique

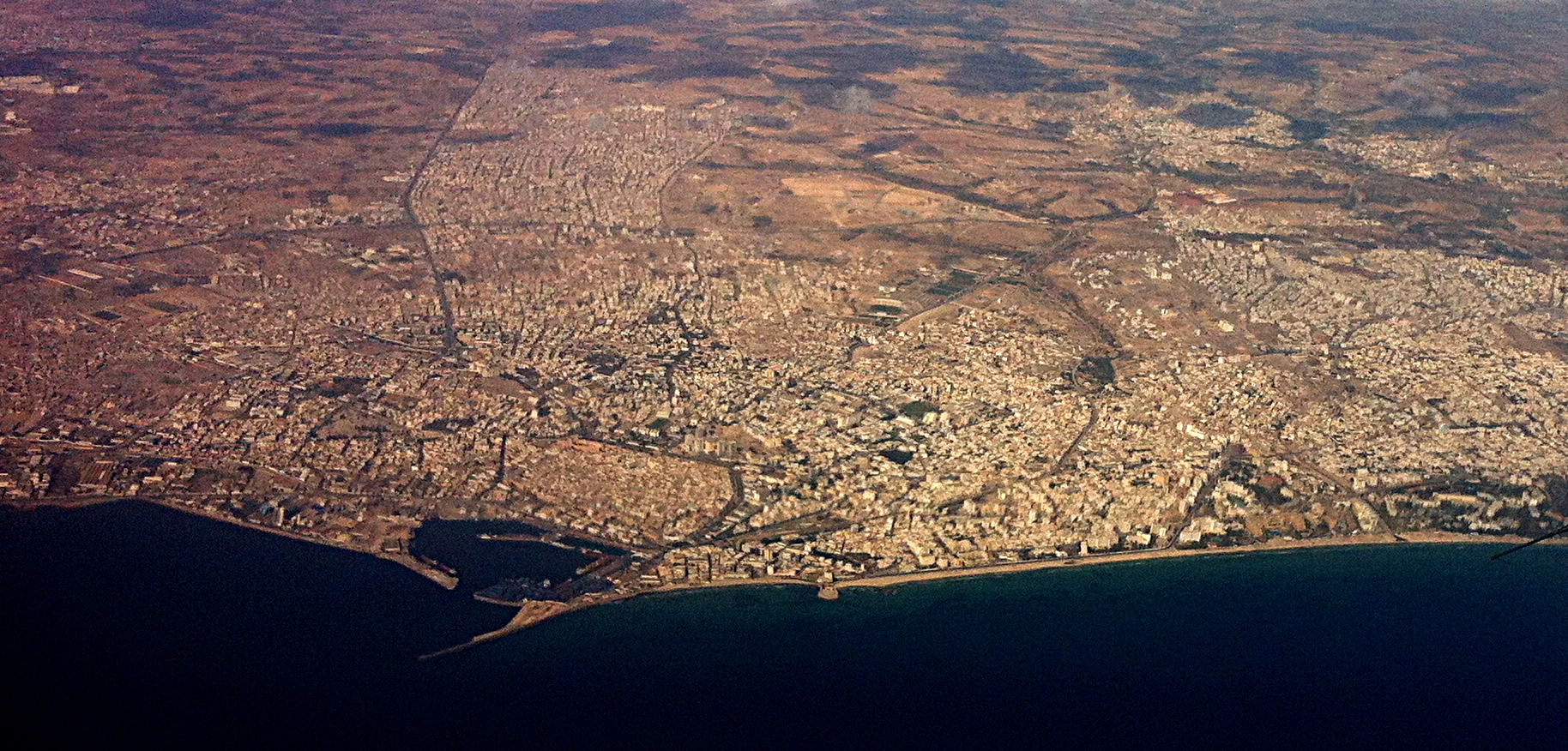
Vue aérienne de Sousse et ses alentours.

En 2016, l'aire urbaine de Sousse-Monastir est la seconde du pays et comprend plus d'un million d'habitants.
La population de la municipalité de Sousse atteint 221 530 habitants en 2014 pour une densité de près de 5 000 habitants/km2 alors que son agglomération (Grand Sousse) avoisine les 400 000 habitants en 2004, 690 000 en 2015 puis 710 000 habitants en 2017, ce qui la place en quatrième position des agglomérations du pays,.

### Statistiques
Le taux de croissance démographique (2,6 %) du Grand Sousse en 2004 est le plus élevé des grandes villes tunisiennes et ce, grâce au pouvoir attractif de la ville, de son littoral et des agglomérations voisines ayant bénéficié notamment de coûts relativement bas des terrains et des loyers pour les migrants tunisiens venus à la recherche d'emplois dans l'aire urbaine et dont le flux s'intensifie à partir des années 2000. Ils occupent principalement des emplois dans le bâtiment (23,8 %) ou dans l'administration, l'éducation, la santé (21,2 %), quand celui des anciens résidents prédomine dans le secteur industriel (29,2 %).
Le taux d'analphabétisme à Sousse est inférieur à 10 %, avec une prépondérance de la population féminine. Le taux d'activité de la population soussienne âgée de plus de quinze ans est supérieur à 50 %. Celui du chômage de la population de Sousse Médina s'élève à 9,5 % en 2014, quand celui de Sousse Jawhara est de 10,2 % avec, dans ces chiffres encore, un taux de chômage supérieur frappant la population féminine. Pour autant, l'ensemble reste inférieur à la moyenne nationale s'élevant à 15,5 % en 2018. Il est à remarquer que, tout sexe confondu, le taux d'emploi est notablement plus élevé parmi les personnes ayant fait des études secondaires par rapport à celles relevant de l'enseignement supérieur.
Par ailleurs, plus de la moitié des ménages est propriétaire de son logement.

### Pyramide des âges
| Hommes | Classe d’âge | Femmes |
| ------ | ------------ | ------ |
| 9,19   | 60 et +      | 9,82   |
| 10,7   | 50-59        | 10,47  |
| 12,59  | 40-49        | 12,691 |
| 16,51  | 30-39        | 17,51  |
| 19,08  | 20-29        | 20,18  |
| 7,4    | 15-19        | 6,93   |
| 6,94   | 10-14        | 6,53   |
| 7,89   | 5-9          | 7,15   |
| 9,22   | 0-4          | 8,73   |

### Religion
En 2018, 98 % de la population soussienne sont musulmans et 2 % sont chrétiens, juifs ou relevant d'autres religions.

## Histoire

### Hadrim
Si les Peuples de la mer se sont sans doute fixés antérieurement dans la région de Sousse, c'est aux Phéniciens que l'on attribue le premier nom connu de la ville. Au XIe siècle av. J.-C. apparaît le toponyme Hadrim qui désigne, selon M'hamed Hassine Fantar, un enclos ou un quartier d'habitation. Les vestiges archéologiques du site ne remontent cependant guère au-delà du VIe siècle av. J.-C., période où Hadrim passe sous l'autorité de Carthage et vit avec elle les guerres puniques tout en maintenant une identité phénicienne comme l'attestent notamment les pratiques funéraires locales. Après avoir perdu la bataille de Zama, Hannibal Barca, qui a des propriétés dans les environs de Hadrim, fait effectuer des travaux civils à ses soldats et est à l'origine de la plantation de nombreux oliviers dans la région.

### Hadrumète

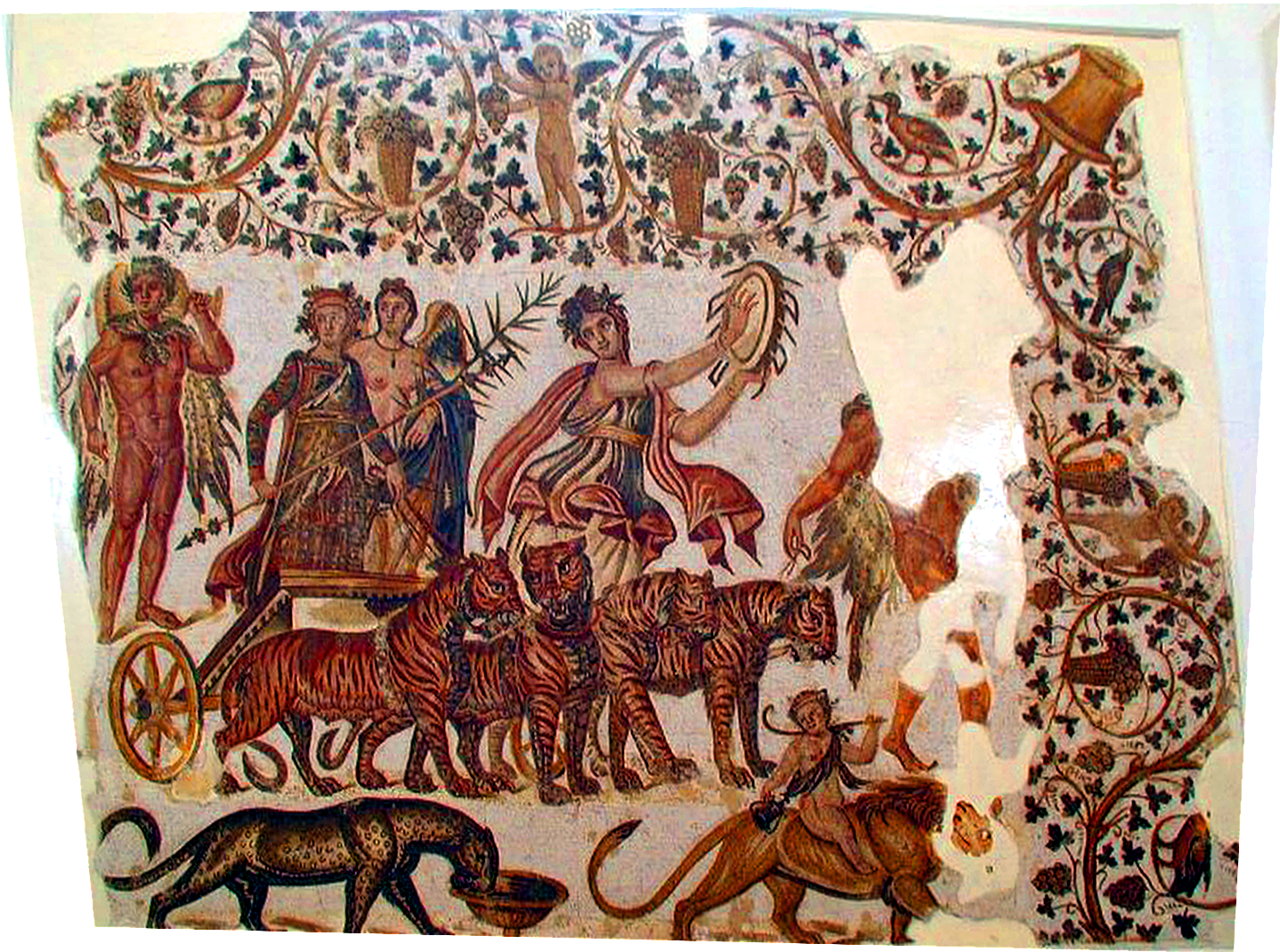
Triomphe de Bacchus au musée archéologique de Sousse.

Hadrim se libère progressivement de la tutelle carthaginoise en établissant des relations économiques et diplomatiques directes avec Rome dont elle prend le parti durant la troisième guerre punique. Après la destruction de Carthage, les Hadrumétins deviennent, selon l'expression d'Appien, les « amis du peuple romain » et la ville, rebaptisée Hadrumète (Hadrumetum), devient une cité romaine privilégiée et libre, et s'enrichit de décorations de l'époque encore visibles aujourd'hui. En 46 av. J.-C., elle perd une partie de ses privilèges et se trouve frappée d'une lourde amende lorsqu'elle choisit le camp des Pompéiens contre le victorieux Jules César.

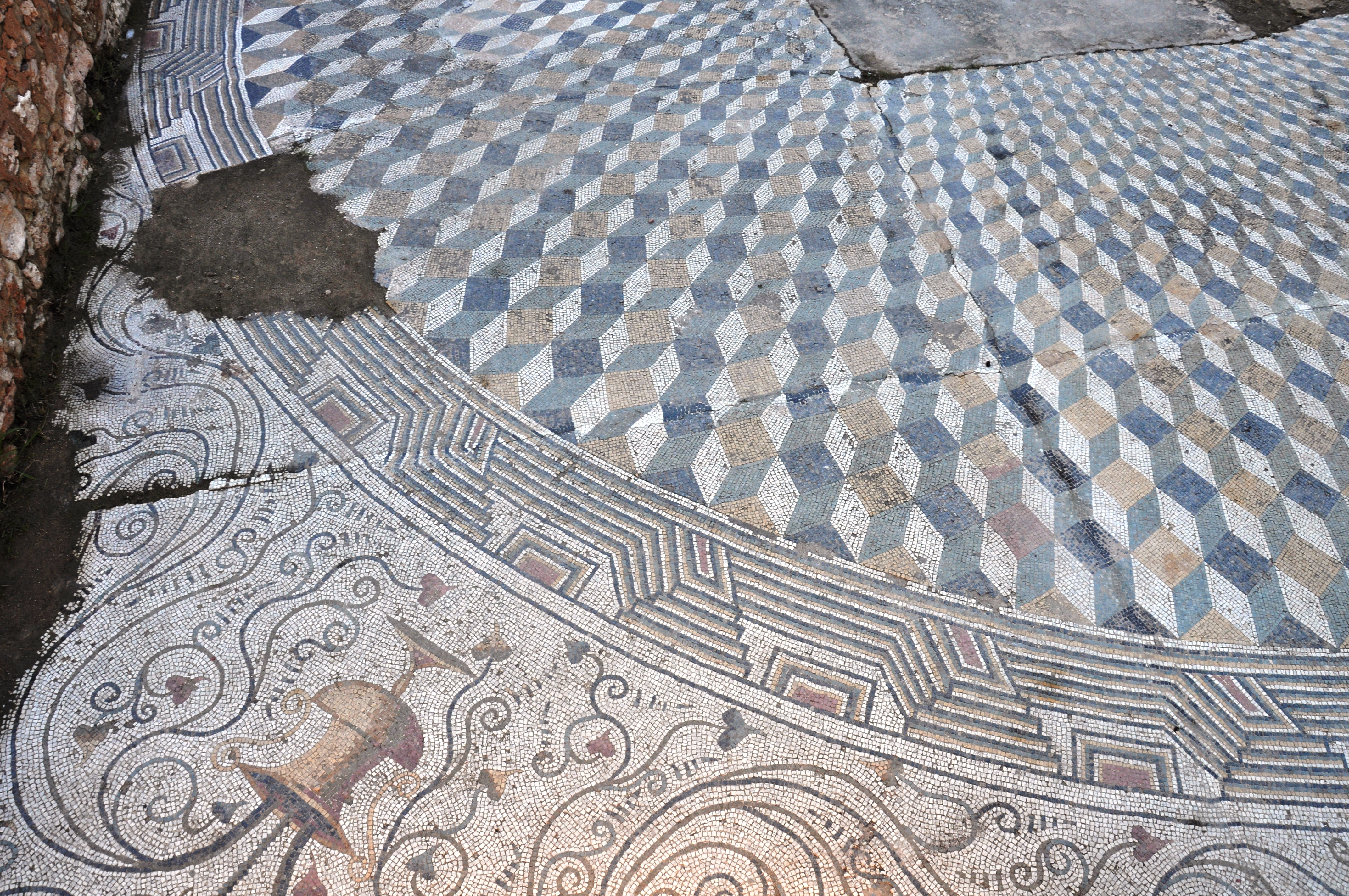
Sol en mosaïque d'une maison romaine de Sousse.

À la fin du Ier siècle, Hadrumète est la première cité africaine à bénéficier du statut de colonie honoraire qui est attribué par l'empereur Trajan. En reconnaissance, des monuments glorifiant le généreux empereur sont érigés : arc de triomphe, théâtre, amphithéâtre, thermes, etc. La prospérité de la ville culmine au IIIe siècle sous les règnes de la dynastie des Sévères. Le commerce de l'huile d'olive jouit d'un grand essor après que le fondateur de la dynastie a instauré une distribution gratuite et quotidienne d'huile à Rome[réf. souhaitée]. La ville frappe même sa propre monnaie. La ville connaît une période de déclin à la suite de sa participation en 238 à la lutte qui oppose Gordien Ier et son fils Gordien II à Capelianus (de), fidèle à Maximin Ier le Thrace. Des monuments publics et des villas sont rasés et le port autrefois si actif perd de son importance.
La cité retrouve une prospérité relative lorsqu'en 297 l'empereur Dioclétien fait de Hadrumète la capitale de la nouvelle province de Byzacène qui s'étend sur le centre du pays.

### Hunericopolis et Justinianapolis
Quand en 439 les Vandales chassent les Romains et détruisent l'enceinte de la ville, Hadrumète prend le nom de Hunéricopolis tiré du nom de Hunéric (fils du chef vandale Genséric). Elle végète pendant un siècle avant sa destruction par des pillards venus du sud du pays et ce peu avant l'arrivée des troupes byzantines. Le port, complètement ensablé, est remis en état par l'empereur byzantin Justinien dont la ville prend le nom en 535 (Justinianopolis) et devient le chef-lieu de l'une des sept provinces du diocèse d'Afrique. La période byzantine dure environ 135 ans.

### Sousse

#### Débuts de l'islam
Le début de la période arabo-musulmane peut être fixé à 670, lorsqu'Oqba Ibn Nafi al-Fihri assiège la ville qui prend le nom de Sousse. Elle est d'abord une agglomération pourvue en 787 d'un ribat et habitée essentiellement par des ascètes chargés de la défense des côtes. Le nouvel essor de Sousse vient du second prince aghlabide Ziadet-Allah Ier qui dote la ville d'un chantier naval (821) d'où partent les navires à la conquête de la Sardaigne (821), de Malte, de la Sicile (827) ou de Rome (846).
Au IXe siècle, la ville s'est ouverte et accueille des musulmans, des chrétiens et des juifs. Elle devient alors la seconde ville de l'Ifriqiya et la première du Sahel. Durant la période fatimide, la prospérité de Sousse ne souffre que modérément de la fondation de Mahdia. La ville, qui exporte ses étoffes en Orient et en Occident, est aussi une prospère cité oléicole.

#### Moyen Âge
Jusqu'en 1159, Sousse subit les assauts puis l'occupation des Normands de Sicile qui la conquièrent en 1148. Mais sa décadence, à partir du XIIe siècle, est surtout due à la promotion de Tunis comme capitale sous le règne des Hafsides, à l'appauvrissement de l'arrière-pays dont elle constitue le débouché maritime et, au XIIIe siècle, à la concurrence des textiles exportés depuis l'Europe, période durant laquelle des Génois s'installent à Sousse. 
La ville subit une courte occupation espagnole entre 1537 et 1574. Pendant l'époque ottomane (1574-1881), la ville retrouve son importance. Sousse est alors, au XVIIe siècle, le deuxième port de commerce du pays.

#### Époque moderne
Aux brodeurs et tisserands s'ajoutent des artisans potiers qui exportent leur production dans tout le bassin méditerranéen. À la fin du XVIIIe siècle, la ville souffre des bombardements français (1770) et vénitiens (1784 et 1786). La ville s'enfonce dans le déclin après 1864 lorsqu'elle se range contre Sadok Bey dans une insurrection antifiscale. 
Elle passe, comme toute la Tunisie, sous le protectorat français à partir de 1881. La création d'un nouveau port (1884) lui redonne toutefois son rôle de débouché maritime des produits de la steppe. La municipalité de Sousse est instituée le 16 juillet 1884,.
À partir de ces dates de la fin du XIXe siècle, Sousse voit l'arrivée et l'installation de nombre d'Européens, particulièrement d'origine française et italienne, qui devront quitter le pays après notamment son accession à l'indépendance.
Le 26 juin 2015, un attentat terroriste islamiste survient dans la station balnéaire voisine de Port El-Kantaoui située au Nord-ouest de la ville. Perpétré par Seifeddine Rezgui et revendiqué par l'organisation État islamique, il fait 39 morts et 39 blessés. Il choque l'opinion publique par le nombre élevé de victimes, d'autant qu'il constitue la pire attaque dans l'histoire récente de la Tunisie.

## Architecture et urbanisme

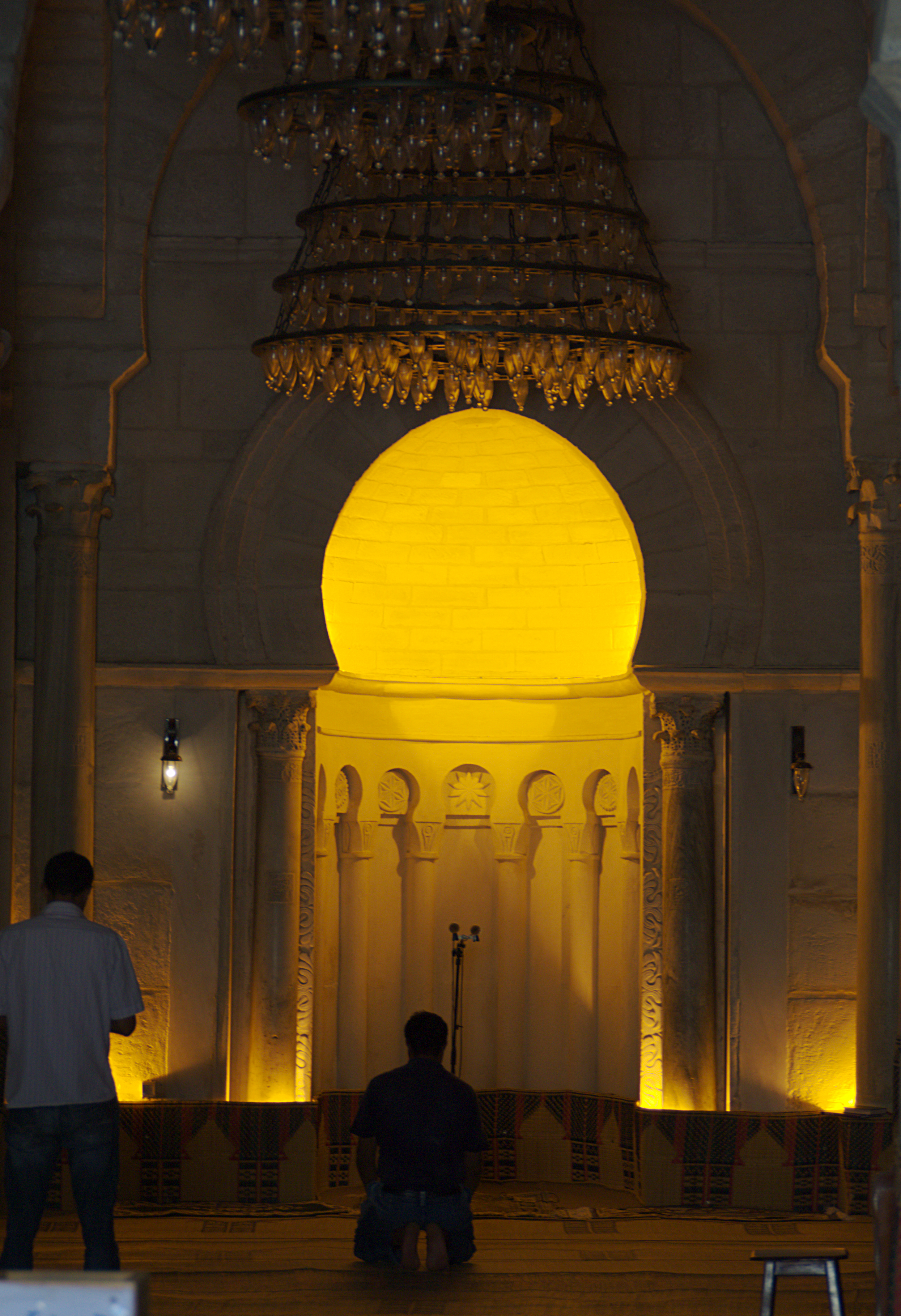
Grande Mosquée de Sousse.

Le flanc oriental de la médina est complété par un port agrandi à partir de 1899. Plus au nord s'étend la ville nouvelle construite sous le protectorat français et caractérisée par ses larges rues rectilignes et sa promenade dominant la mer où s'alignent les hôtels en direction de Port El-Kantaoui.

### Médina
La médina de Sousse, tout comme celle de Tunis, est classée au patrimoine mondial de l'Unesco (inscrite en 1988). L'un des éléments qui la distinguent est l'emplacement de la principale mosquée qui n'est pas au centre de la ville. Comme le ribat, elle était chargée de protéger le bassin artificiel de l'arsenal, ce qui explique son allure militaire.

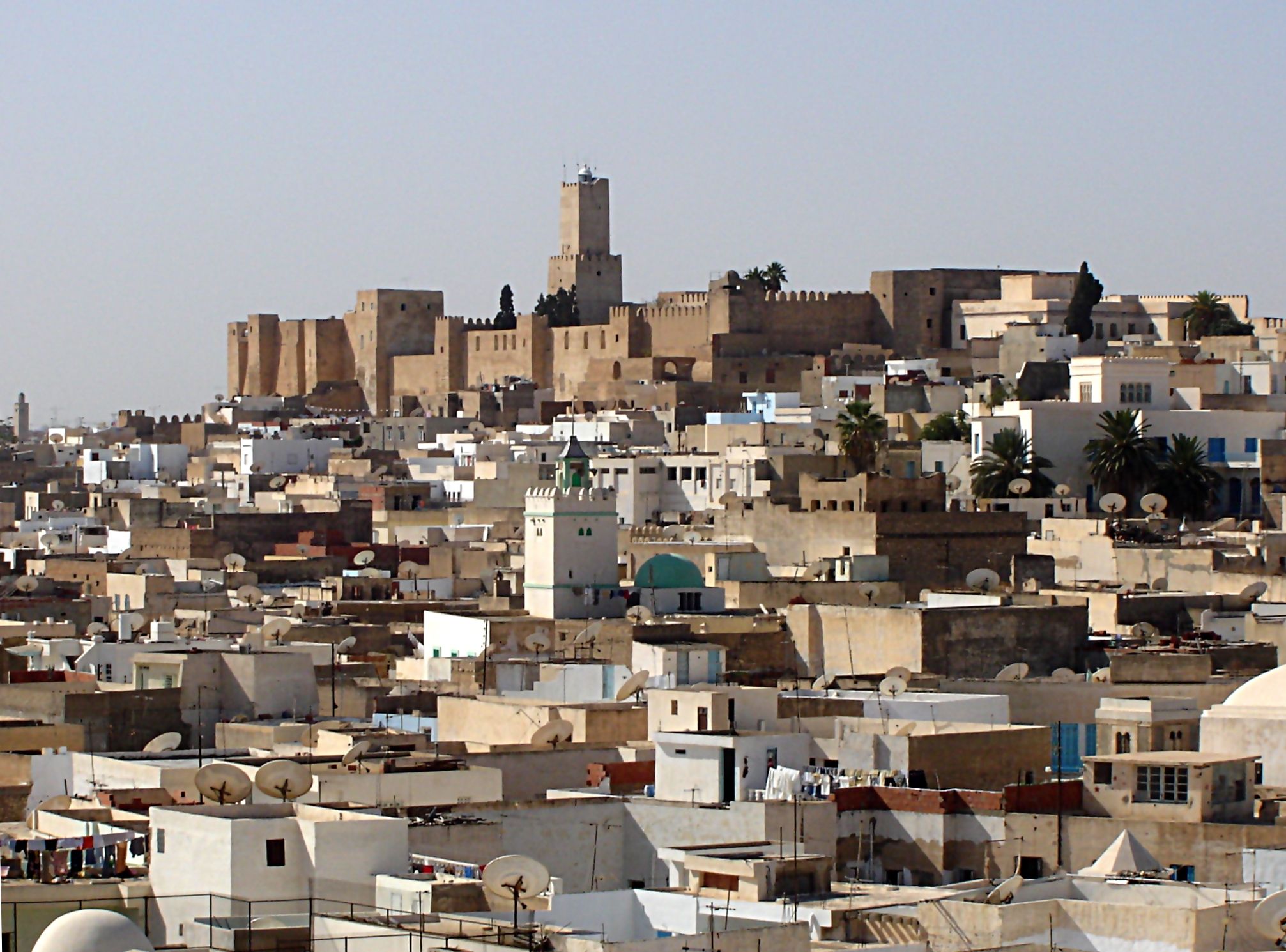
Kasbah dominant les toits de la médina.

Le ribat a vu le jour durant le règne de la dynastie des Aghlabides (821) mais, après l'édification des murs de la ville en 859, perdit peu à peu sa fonction militaire. Alors qu'à l'étage se trouve une petite mosquée, le sous-sol est aménagé en divers locaux et magasins alors que des traces d'une presse à olives subsistent. L'imposante entrée flanquée de deux piliers de style corinthien est conçue comme une double porte, ce qui permettait de bloquer l'accès à la forteresse. Quant à la kasbah, elle se situe dans la partie la plus haute de la médina et date de l'année 844.
En 853, un phare de 30 mètres de haut est baptisé du nom d'un eunuque du souverain aghlabide Ziadet-Allah Ier (Khalaf El Fatâ). C'est dans ses murs qu'est logé le musée archéologique de Sousse depuis 1951.

### Remparts et portes

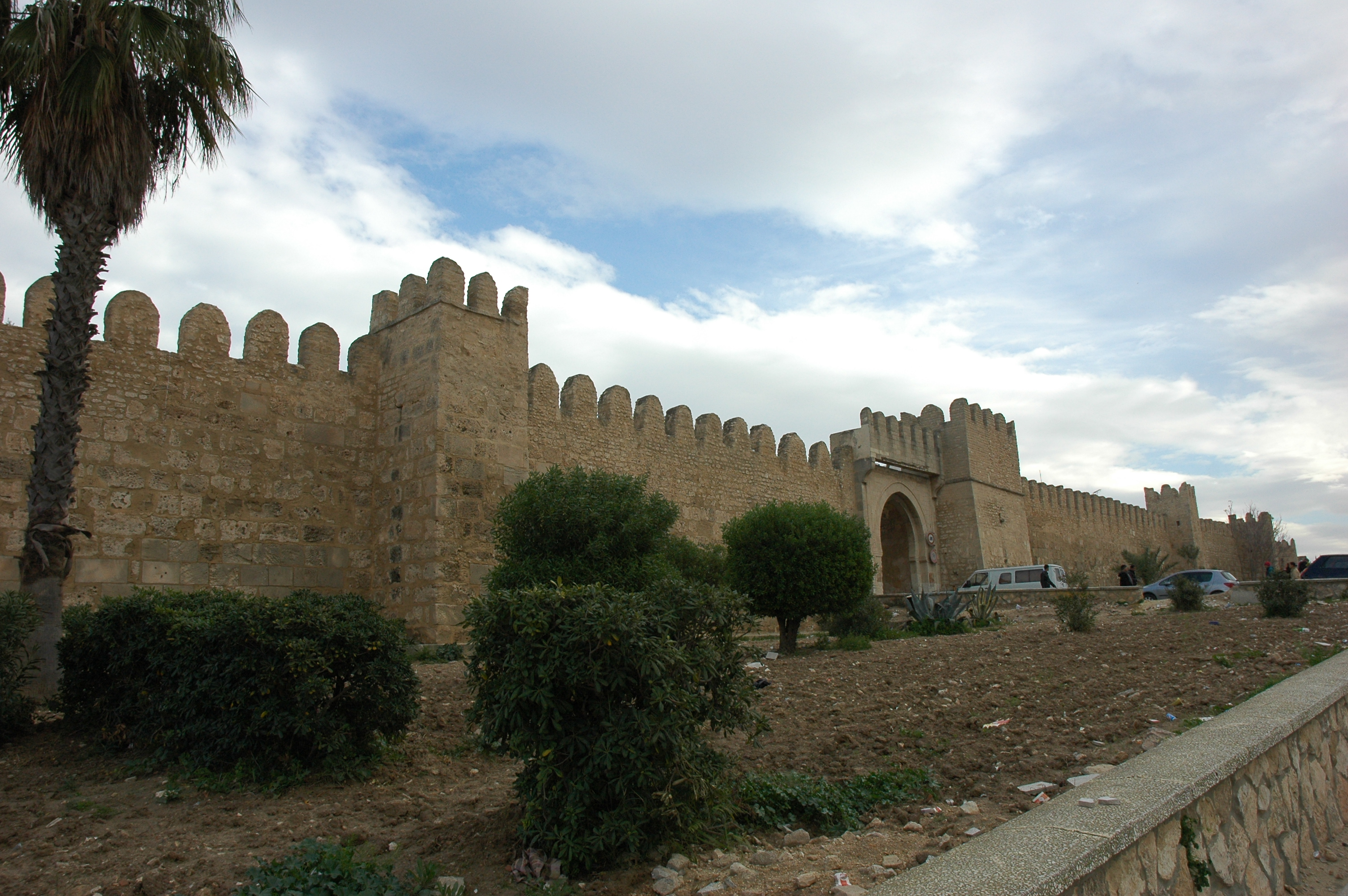
Aperçu des remparts de la médina.

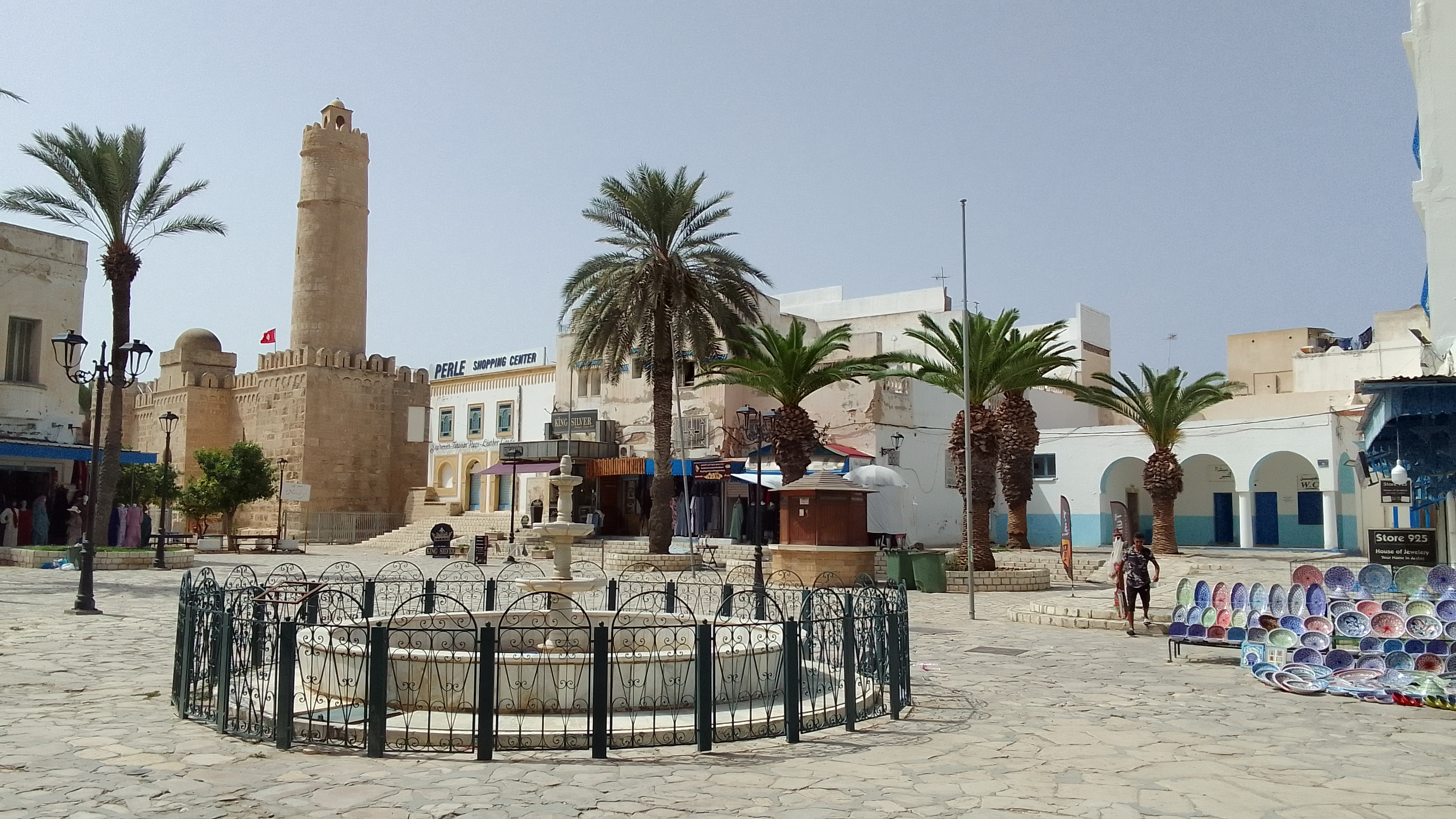
Place de la médina.

Les remparts, flanqués de tours carrées ou barlongues, se déploient tout autour de la médina. Les pierres sont posées en assises horizontales avec intercalation de joints et, à certains endroits, en opus africanum. Intégrant la kasbah du côté occidental, ils sont couronnés de merlons arrondis et percés par plusieurs entrées à arcs brisés et outrepassés, reposant sur des pieds-droits et inscrites dans un cadre rectangulaire paré de pierres ; un chemin de ronde en occupe la partie supérieure.
Les murs du côté de la porte de Bab El Bhar se caractérisent par la présence dans leur partie supérieure de deux séries d'arcades voûtées et superposées, ouvertes sur l'intérieur de la ville et se prolongeant sur une vingtaine de mètres.

### Édifices religieux

#### Grande Mosquée

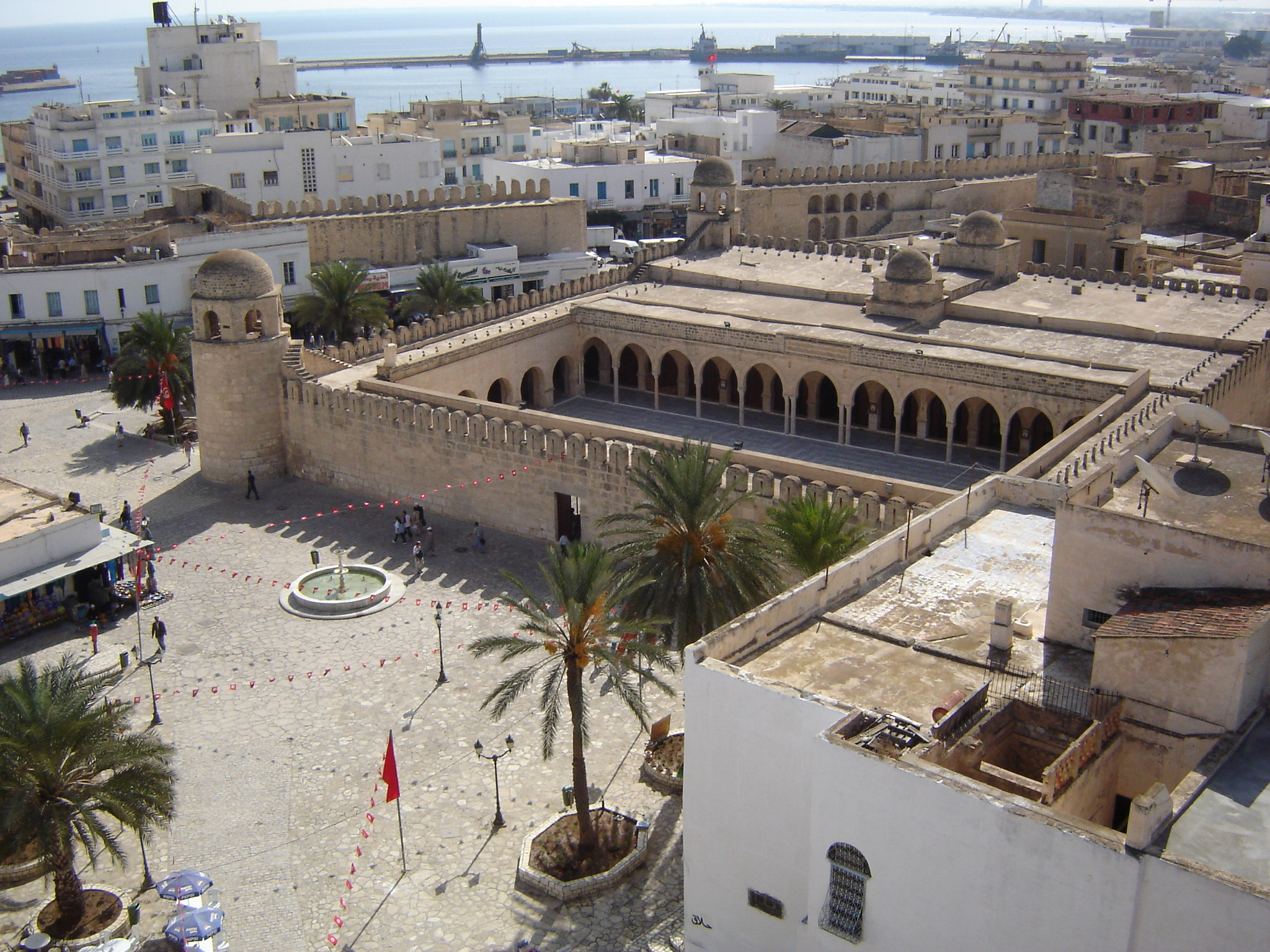
Grande Mosquée dans son environnement urbain.

D'après l'inscription figurant à l'intérieur de la façade en style kufi, la Grande Mosquée aurait été bâtie autour de l'an 236 de l'hégire (soit entre 850 et 851) par le souverain aghlabide Aboul Abbas Ier. La salle de prière a été agrandie en trois étapes entre 894 et 897 en direction du mur de la qibla. Le pavillon coiffé d'une coupole situé à l'angle nord du bâtiment et qui tient lieu de minaret est un ajout ultérieur, contrairement à l'opinion de Creswell, de la première moitié du Xe siècle. En effet, cette coupole est déjà mentionnée dans la biographie du juge soussien El Hassan Ben Nasr El Soussî, mort en 952 : 
« À la période du marché annuel, lorsque les Kairouanais venaient au ribat, il [le juge] avait l'habitude de s'asseoir sous la coupole (kouba) de la Grande Mosquée de Sousse à partir de laquelle on appelait à la prière et d'où on dominait les portes permettant l'accès à la mer. Lorsqu'il voyait un homme venir avec un jeune à ses côtés, il le laissait venir. Si le jeune était avec son père ou un autre parent, il le laissait passer. Quand il [le juge] suspectait [l'homosexualité], il l'arrêtait de disposer librement du garçon. »

#### Mosquée Bou Ftata
La plus ancienne mosquée de la ville se trouve à proximité de la porte sud, plus précisément à la lisière des souks. La mosquée Bou Ftata bâtie entre 838 et 841 porte la plus ancienne inscription sacrée de style kufi en Afrique du Nord sur la façade du bâtiment. Selon la tradition suivie par le souverain aghlabide Aboul Affan, cette petite mosquée mesure seulement huit mètres de côté et porte le nom de l'affranchi Bou Ftata.

#### Médersa El Zaqqaq

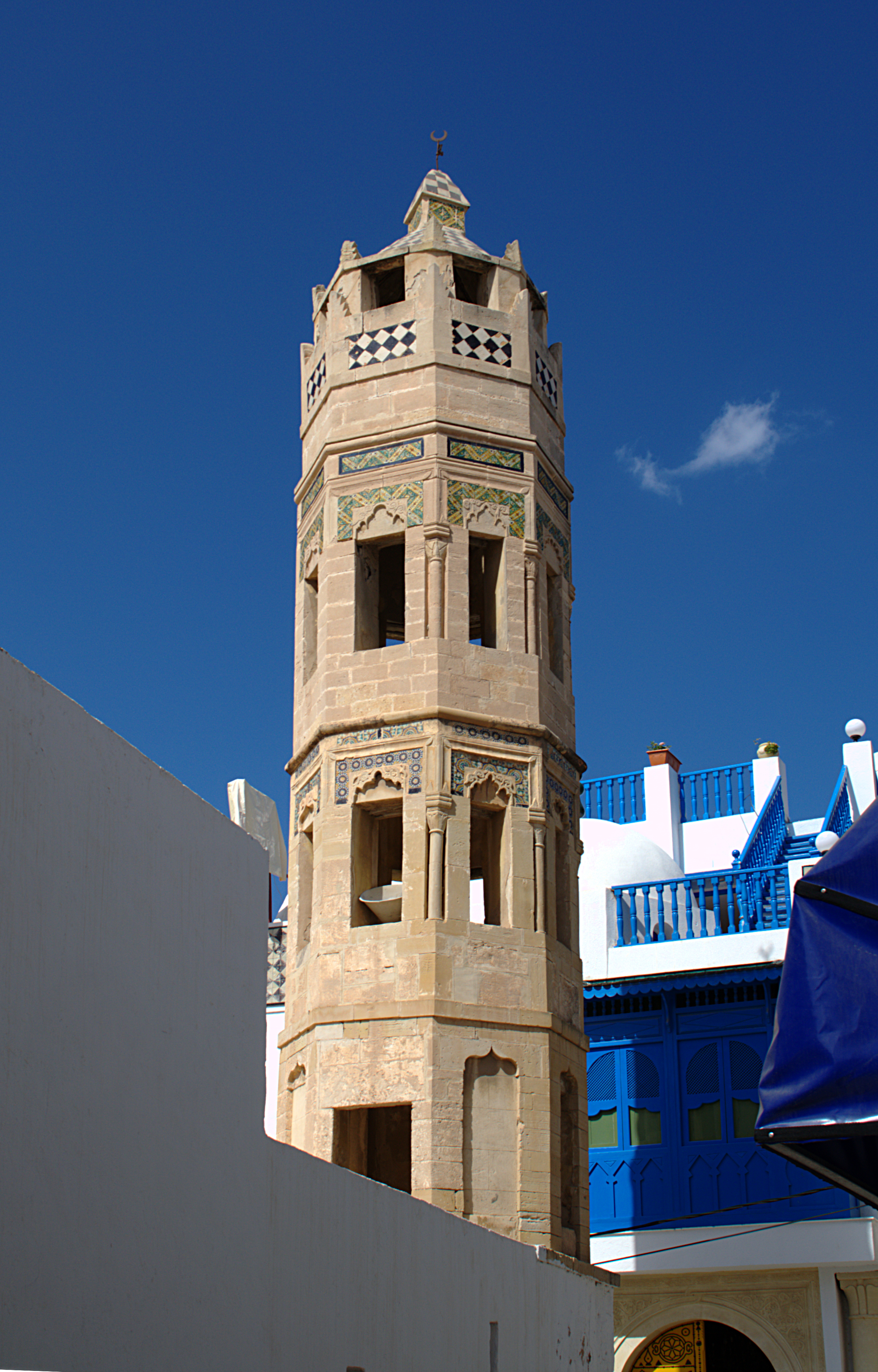
Minaret de la médersa El Zaqqaq.

À proximité de la Grande Mosquée, dans la rue de Sicile où les quartiers résidentiels de la médina rencontrent les souks, se trouve la médersa El Zaqqaq qui est flanquée de sa propre mosquée surmontée d'un minaret de style turc. Selon la tradition locale, cette ancienne école porterait le nom de l'érudit marocain Ali ibn Kasim El Zaqqaq (mort en 1506 à Fès). Il est cependant probable que son nom provienne de celui d'un érudit local moins connu, Abou Jaafar Ahmed El Zaqqaq, qui vécut à la fin du IXe siècle.
Les élèves étaient logés dans les petits bâtiments de l'école et y étudiaient le Coran, la grammaire et la rhétorique. À l'origine, il s'agissait sans doute d'une maison privée qui, sous le règne des Hafsides, fut transformée en école.

#### Synagogue Keter Torah
La synagogue Keter Torah, construite en centre-ville en 1913 et fondée par Yossef Guez, rabbin de Sousse de 1906 à 1928, devenu premier grand-rabbin autochtone de Tunisie de 1928 à 1934 sous le protectorat français, est la dernière synagogue de la ville, où l'importance de la communauté juive s'est considérablement réduite à la suite de la Seconde Guerre mondiale puis de la création d'Israël, de l'indépendance de la Tunisie ou de la guerre des Six Jours.
De cette communauté installée à Sousse depuis le VIIe siècle, et qui comptait 4 800 membres en 1921 puis 3 530 en 1946, il ne reste plus que 36 individus en mai 2006,. La municipalité rend hommage au dévouement de certains de ses Juifs de Sousse en septembre 2018, en attribuant le nom de leurs notables à plusieurs rues de la ville.

#### Église Saint-Félix

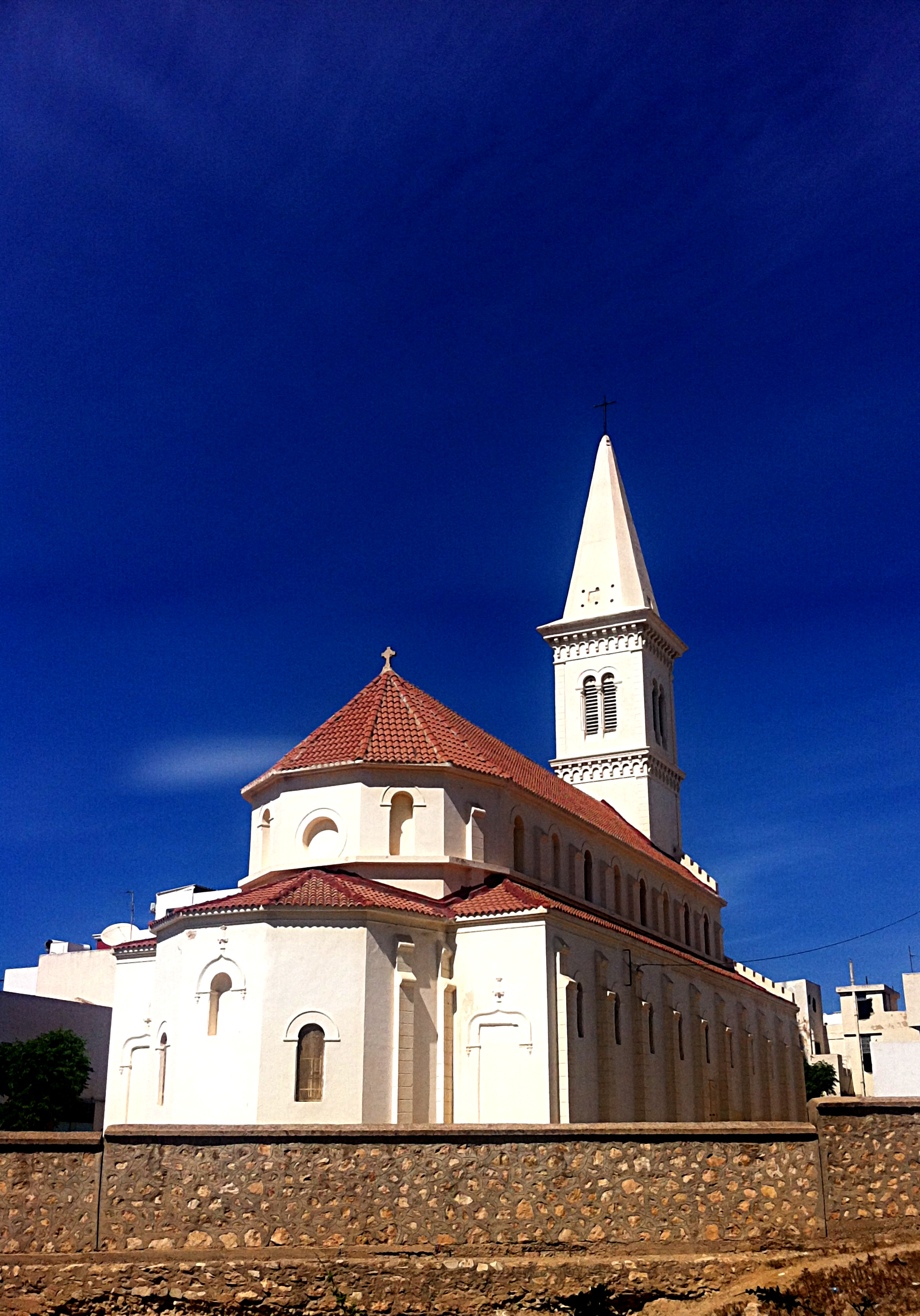
Église Saint-Félix.

Construite en 1911 à la place d'une église devenue trop petite de par l'accroissement de la population catholique, principalement d'origine française et italienne, l'église Saint-Félix est restaurée dans les années 1990 ; elle est victime d'une tentative d'incendie en 2011. Elle sert aussi de lieux de culte protestant et évangélique.
Il exista aussi dans le passé l'église Saint-Joseph, l'église Notre-Dame-de-l'Immaculée-Conception et l'église Sainte-Jeanne-d'Arc qui ont disparu après l'indépendance du pays puis le départ de la population non-musulmane.

## Culture

### Musée et catacombes

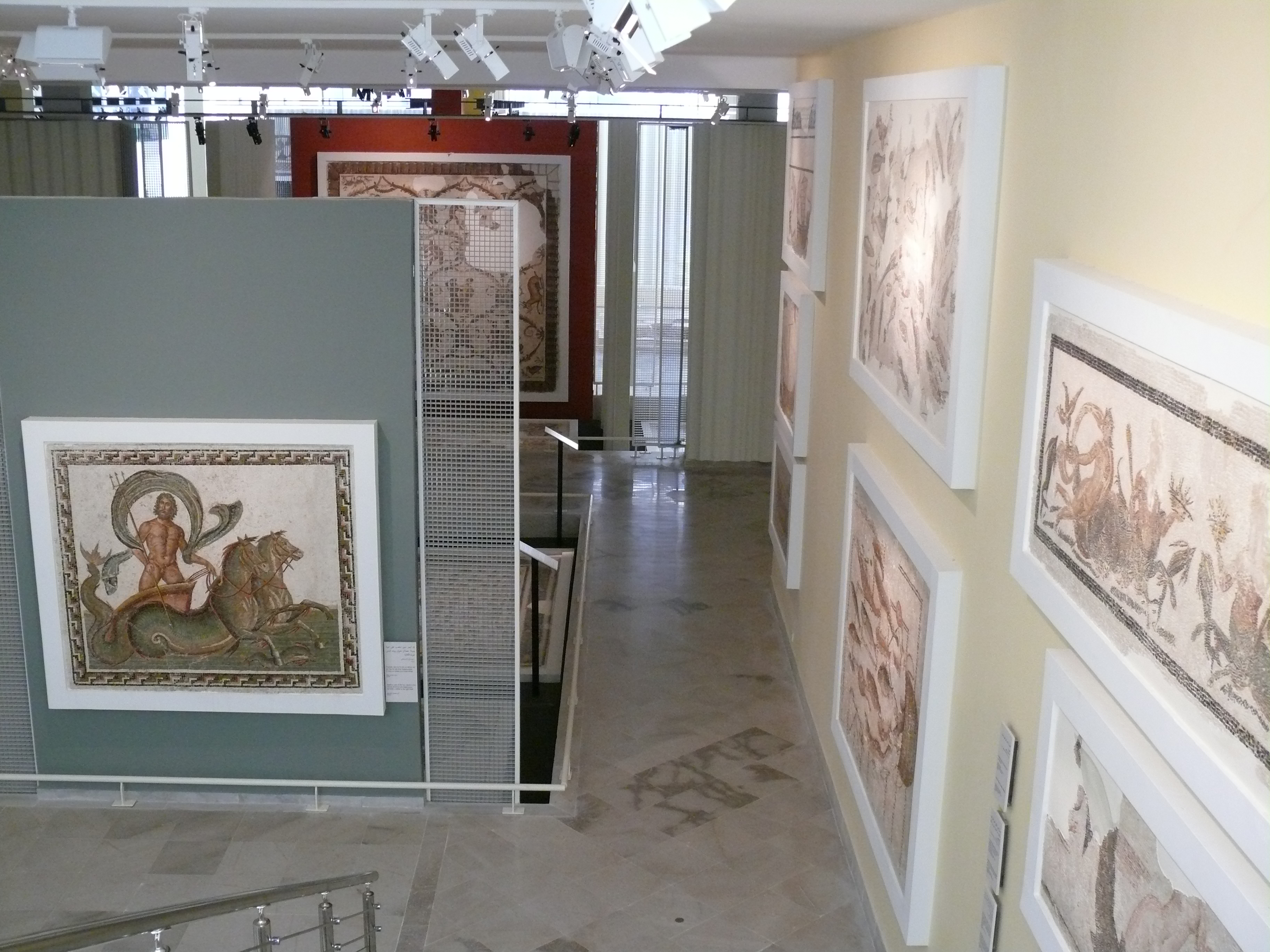
Salle du musée archéologique de Sousse.

Situé dans la kasbah, le musée archéologique, créé en 1951, possède la deuxième collection de mosaïques après celle du musée national du Bardo. À l'ouest de la ville, les catacombes forment un labyrinthe de 240 galeries souterraines se déployant sur cinq kilomètres et contenant 15 000 sépultures.
Le musée, comme les catacombes, sont l'objet de l'attention de la Société archéologique de Sousse depuis sa création en 1903.

### Enseignement

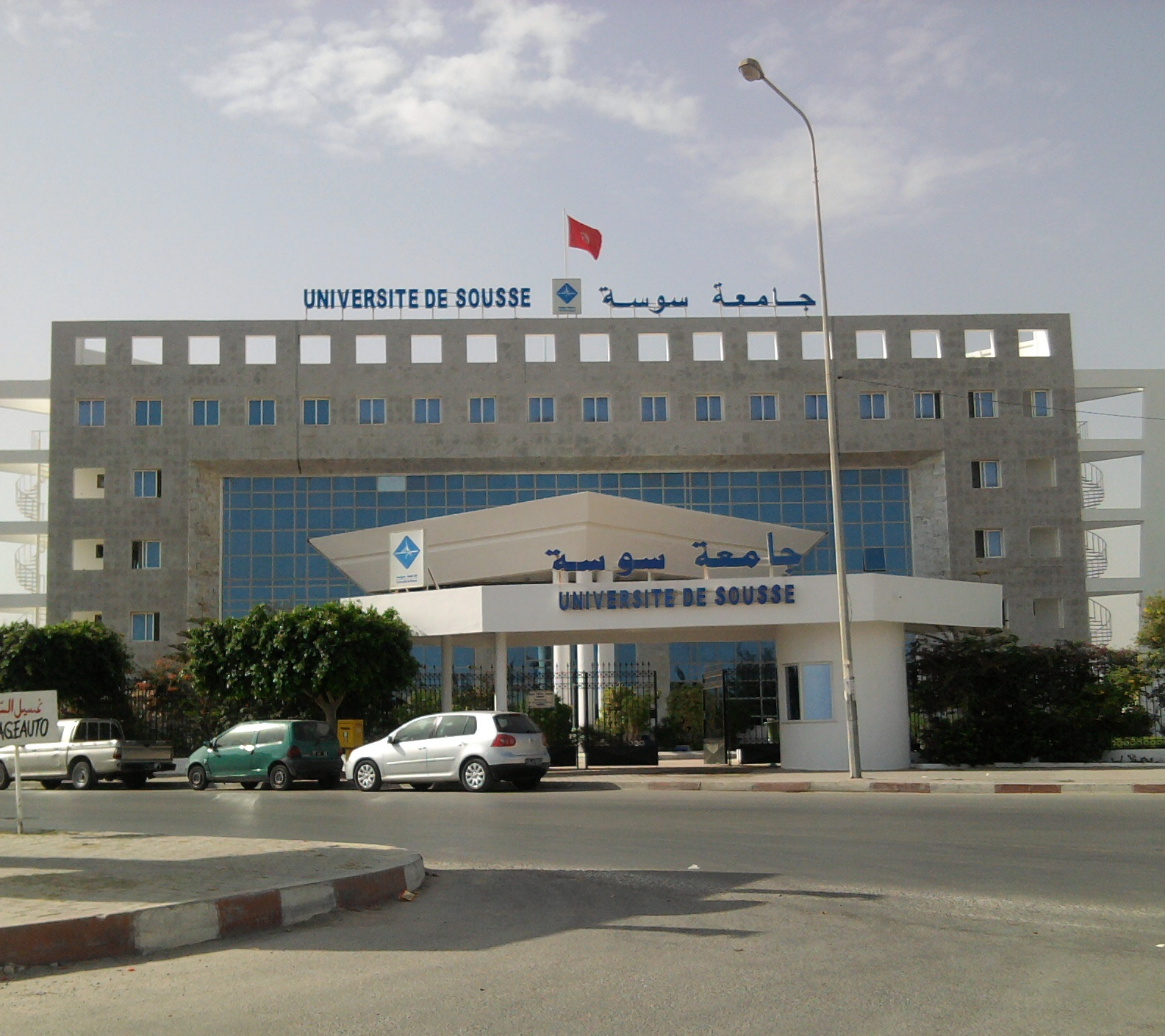
Université de Sousse.

La ville abrite l'université de Sousse, anciennement connue comme l'université du Centre, avec notamment sa faculté de médecine Ibn El Jazzar et l'École nationale d'ingénieurs de Sousse, ainsi que l'Institut supérieur de musique de Sousse fondé en 1999.
On note aussi la présence d'un certain nombre de lycées, tels que le lycée pilote de Sousse, le lycée de garçons, le lycée Tahar-Sfar (anciennement lycée de jeunes filles), le lycée 2-Mars 1934 (lycée technique), le lycée Abdelaziz-El-Bahi ou le lycée Jawhara, et des collèges, tels que le Collège pilote de Sousse, le Collège Mohamed El Aroui ou le Collège Constantine.

### Dialecte
Le dialecte soussien présente les caractéristiques du dialecte parlé dans l'ensemble du Sahel tunisien, le mot le plus caractéristique étant le pronom de la première personne du singulier eni. Cependant, il existe quelques spécificités locales, surtout au niveau de l'accent plus aigu, avec une accentuation de la prononciation du i. Quelques mots sont prononcés exclusivement par les Soussiens comme yahbenni, qui exprime la stupeur ou la surprise, le mot chichma qui signifie « robinet » alors que dans le reste du pays, on utilise le mot sabéla, et le mot chlaka qui signifie « pantoufles » alors que les autres Tunisiens l'appellent chléka.

### Festivals et événements

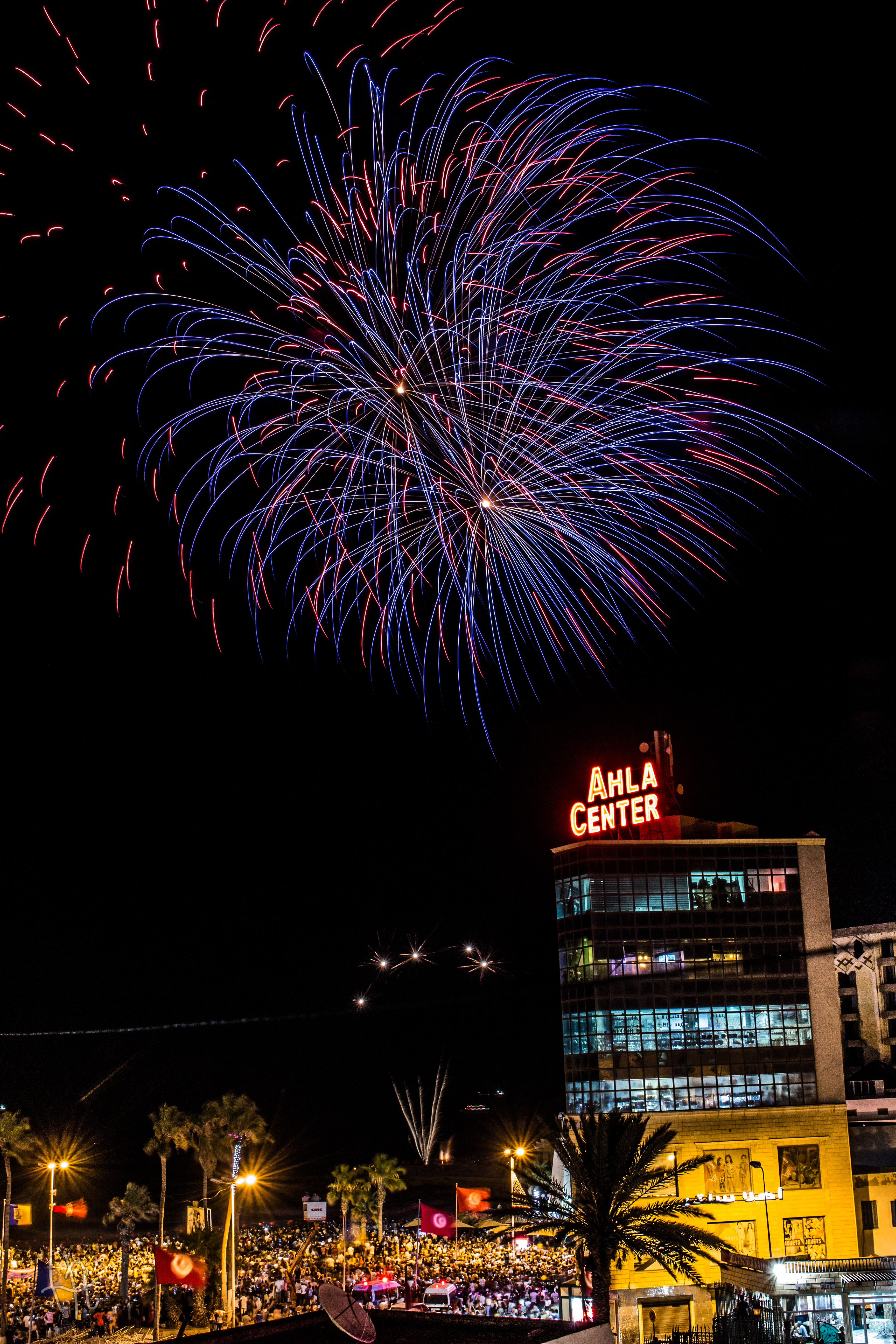
Fête de la République à Sousse.

La saison culturelle est marquée, chaque 24 juillet, veille de la fête de la République, par le carnaval d'Aoussou. Longeant la plage et remontant l'avenue Habib-Bourguiba en direction de la médina, des chars symbolisant l'environnement, l'enseignement ou encore les communications défilent aux côtés de troupes folkloriques tunisiennes et étrangères.

## Santé

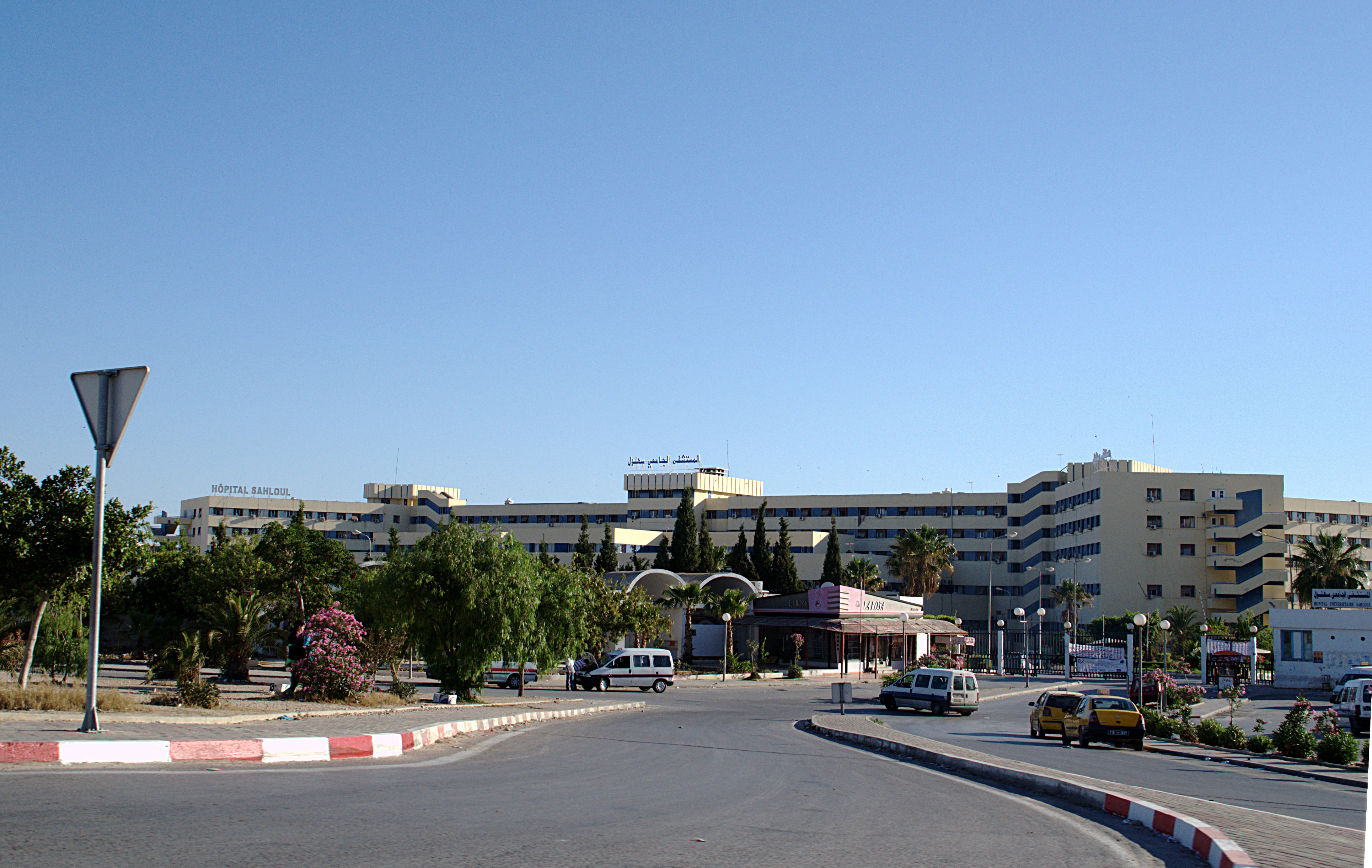
Vue de l'hôpital Sahloul de Sousse.

La ville de Sousse est desservie par plusieurs établissements sanitaires publics, tels que les hôpitaux Sahloul et Farhat-Hached, fondé en 1942, et privés, comme la clinique El Yosr Internationale.

## Politique

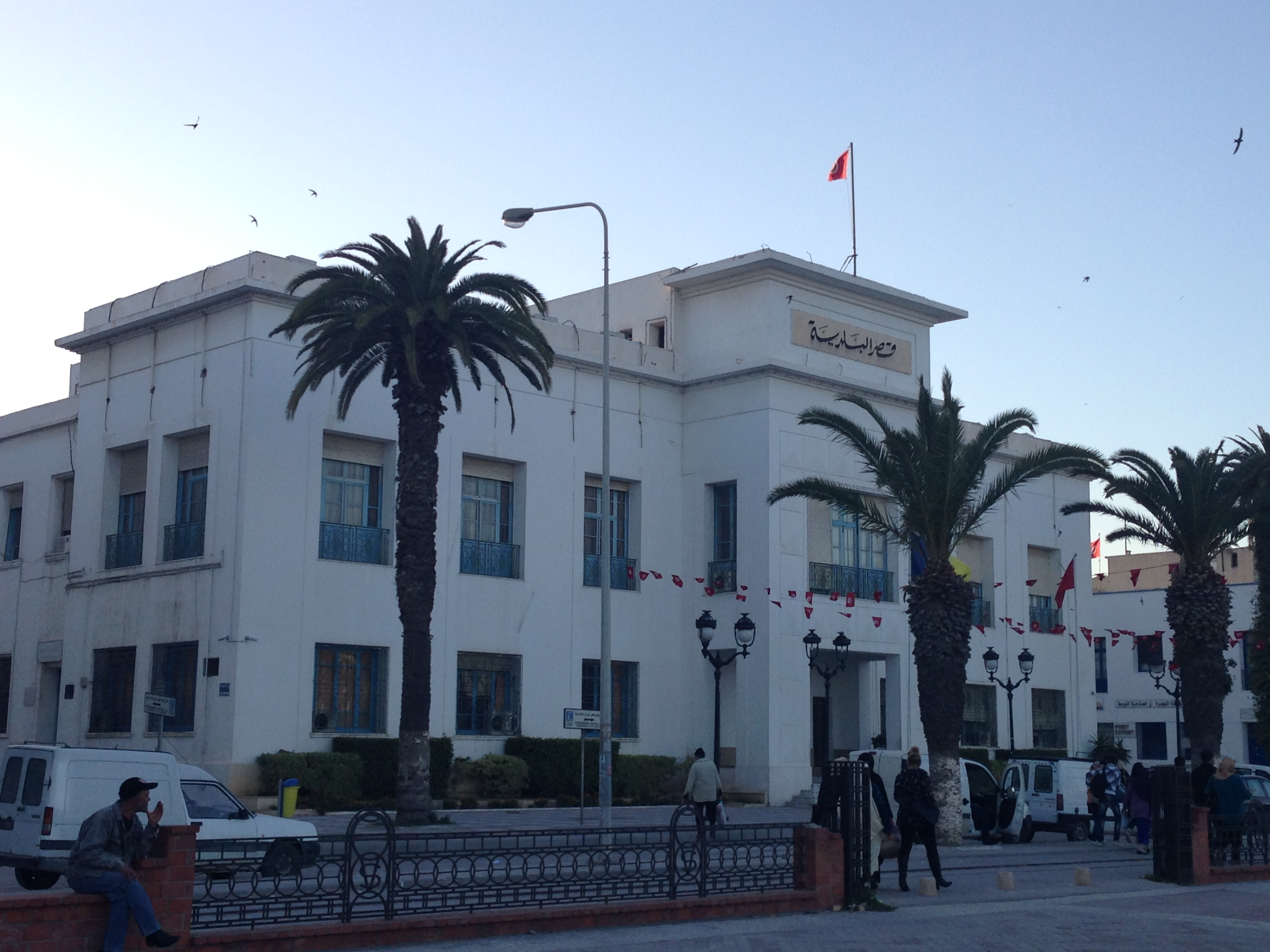
Hôtel de ville de Sousse.

### Municipalité
La municipalité de Sousse est créée le 16 juillet 1884, tandis que le premier conseil municipal est composé le 25 juillet de la même année. Le 16 mai 1957, Ahmed Noureddine devient le premier maire de la ville après l'indépendance.

### Élections municipales
À la suite des élections municipales de 2018, Taoufik Laaribi (Nidaa Tounes) est élu maire. Après sa démission, Mohamed Ikbel Khaled, appartenant à une liste indépendante dénommée « Sousse pour tous », est élu.
| Ville  | Ennahdha | Nidaa Tounes | Courant démocrate | Front populaire | Autres partis | Listes indépendantes | Total | Maire élu       |
| ------ | -------- | ------------ | ----------------- | --------------- | ------------- | -------------------- | ----- | --------------- |
| Ville  |          |              |                   |                 |               |                      | Total | Maire élu       |
| Sousse | 10       | 10           | 3                 | 3               | 7             | 9                    | 42    | Taoufik Laaribi |

## Économie

### Secteurs

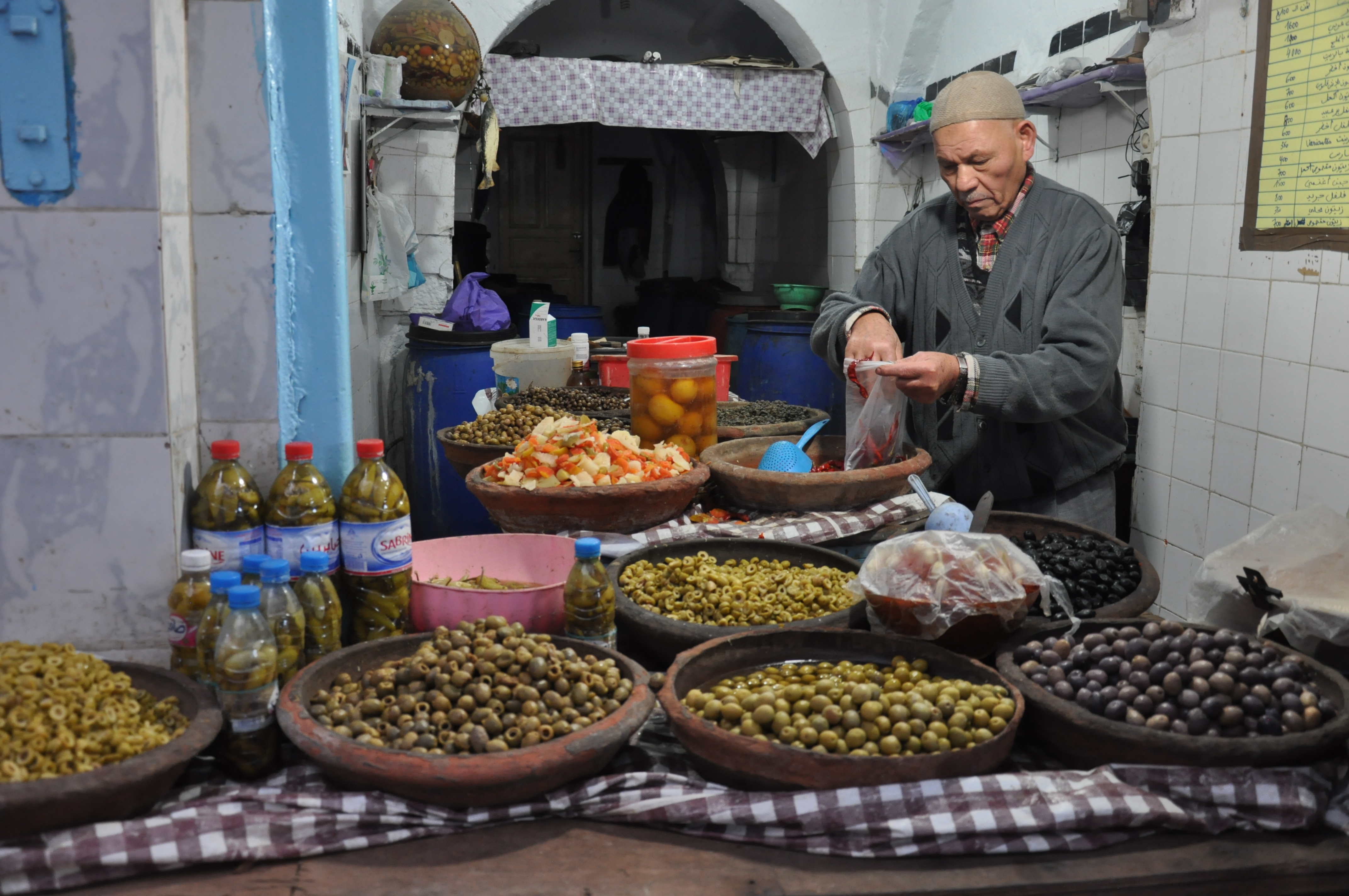
Épicier traditionnel avec ses étals d'olives et de condiments, en 2017.

L'économie de la « capitale du Sahel » repose principalement sur l'activité industrielle, ses usines fabriquant essentiellement du matériel de transport, des textiles et des produits agroalimentaires (en particulier des sardines, en boîte et de l'huile d'olive,). C'est à Sousse, à la fin du XIXe siècle, que les premières presses à vapeur destinées à la production d'huile d'olive, furent mises en œuvre en Tunisie.
Le marché agricole du Sahel (oliveraies) et le tourisme — notamment grâce à sa position centrale par rapport à de nombreux sites historiques ou balnéaires comme Port El-Kantaoui, Monastir, Hammamet, El Jem et Kairouan — représentent une autre part de l'économie locale. Pôle touristique sur lequel repose une notable partie de son économie, Sousse compte nombre d'hôtels de différentes catégories.

### Port

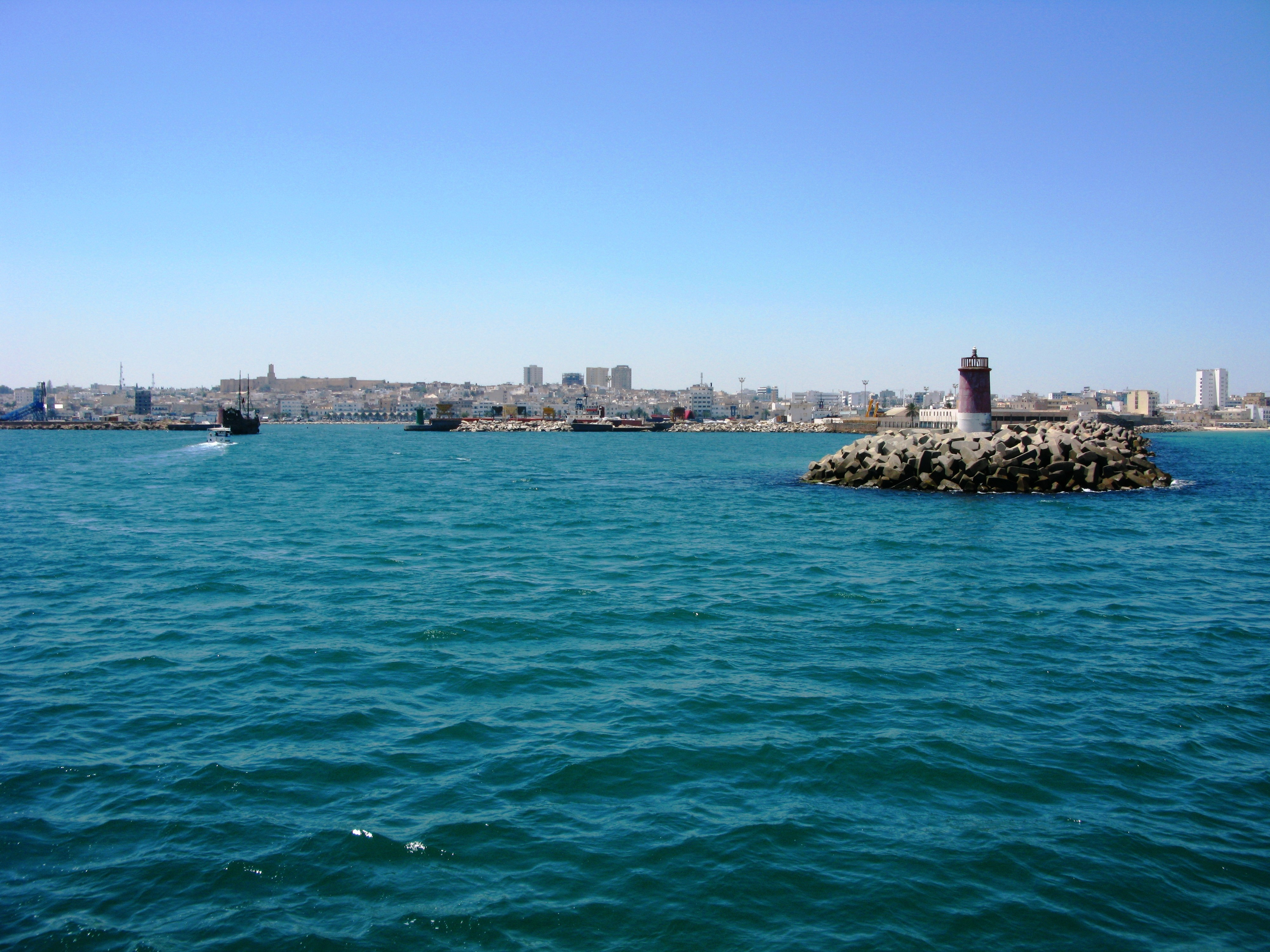
Port de Sousse.

La ville de Sousse bénéficie d'un important port de pêche et de commerce.

### Tourisme
Ces dernières décennies, la ville de Sousse est devenue une destination de choix pour les touristes du monde entier de par la richesse de son patrimoine culturel, outre les atouts de sa station balnéaire, ses terrasses ombragées, ses plages au sable fin ou la douceur de son climat, mais aussi par son excellent rapport qualité-prix.
Pour ce faire, elle offre plusieurs types d'hébergement avec une centaine d'hôtels de plusieurs catégories dont près de la moitié en 4 et 5 étoiles. Construits sur la plage, la plupart des hôtels de Sousse bénéficient de parcs aquatiques, de piscines et de jardins. Néanmoins, depuis la révolution de 2010-2011, une partie des établissements a fermé et le secteur est partiellement en berne à la suite des attentats ayant frappé les touristes de la ville et ceux du musée du Bardo en 2015,. Il repart à la hausse l'année suivante,.

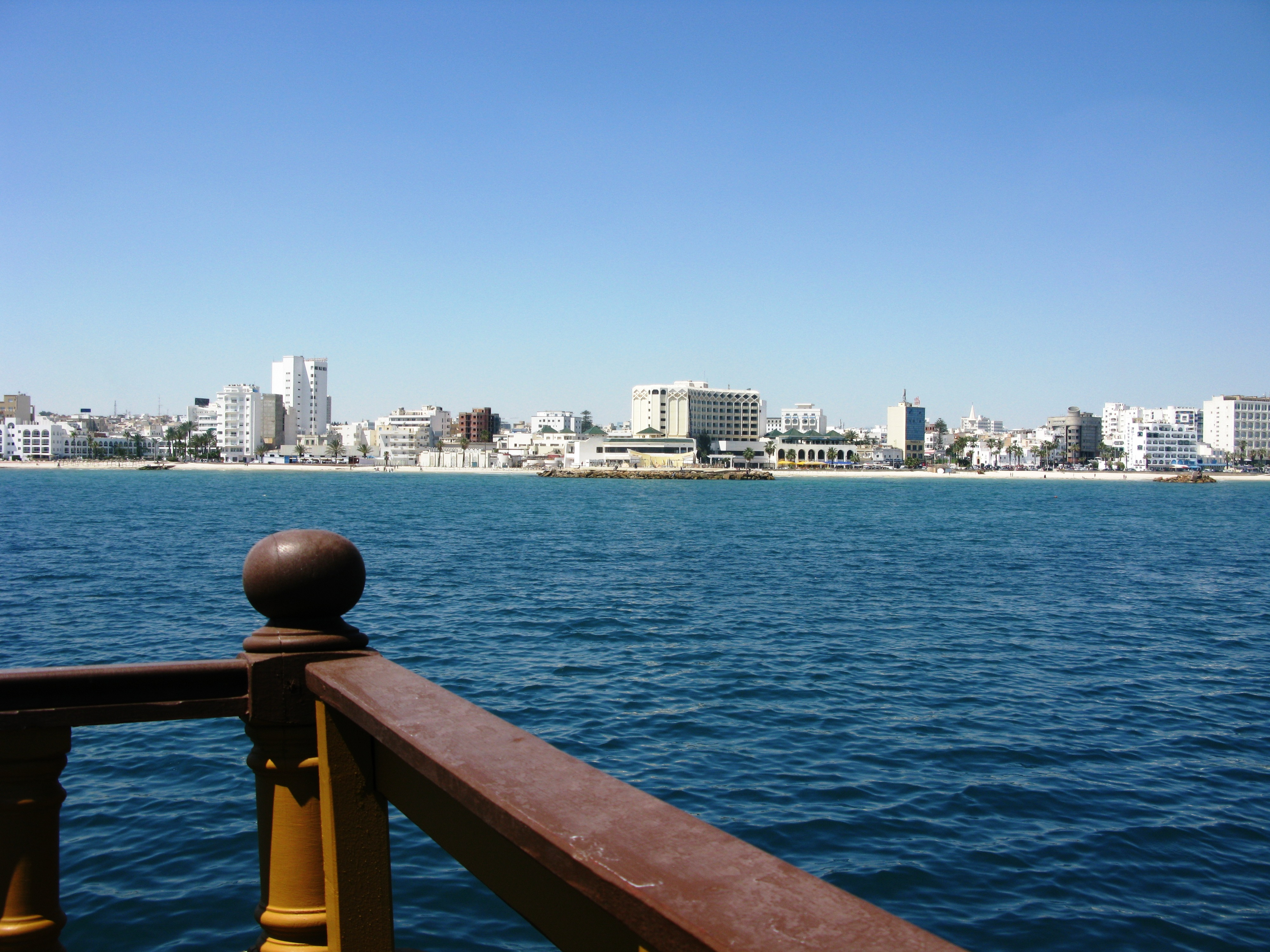
Vue de la ville de Sousse depuis la mer.
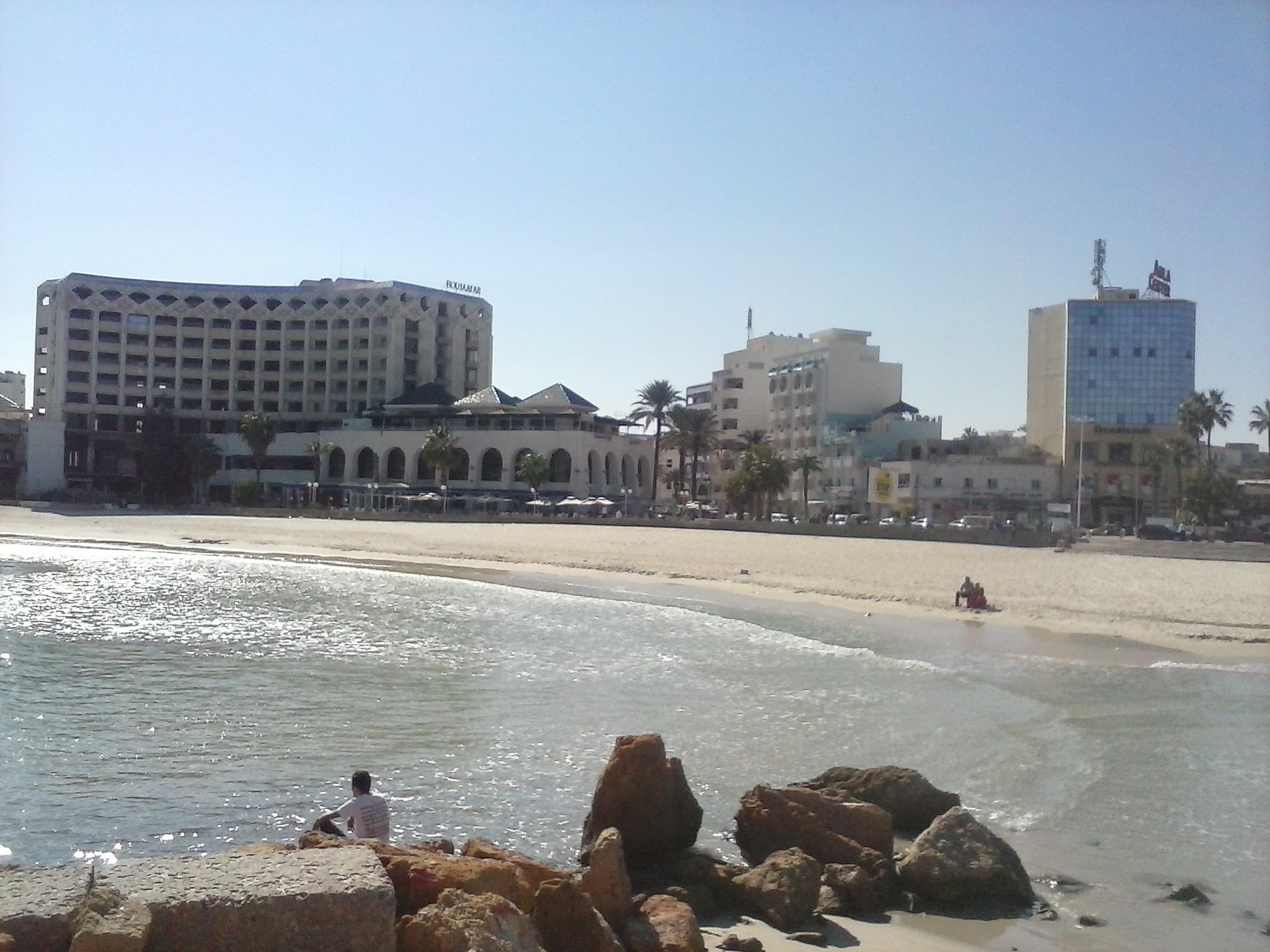
Corniche de Boujaafar.
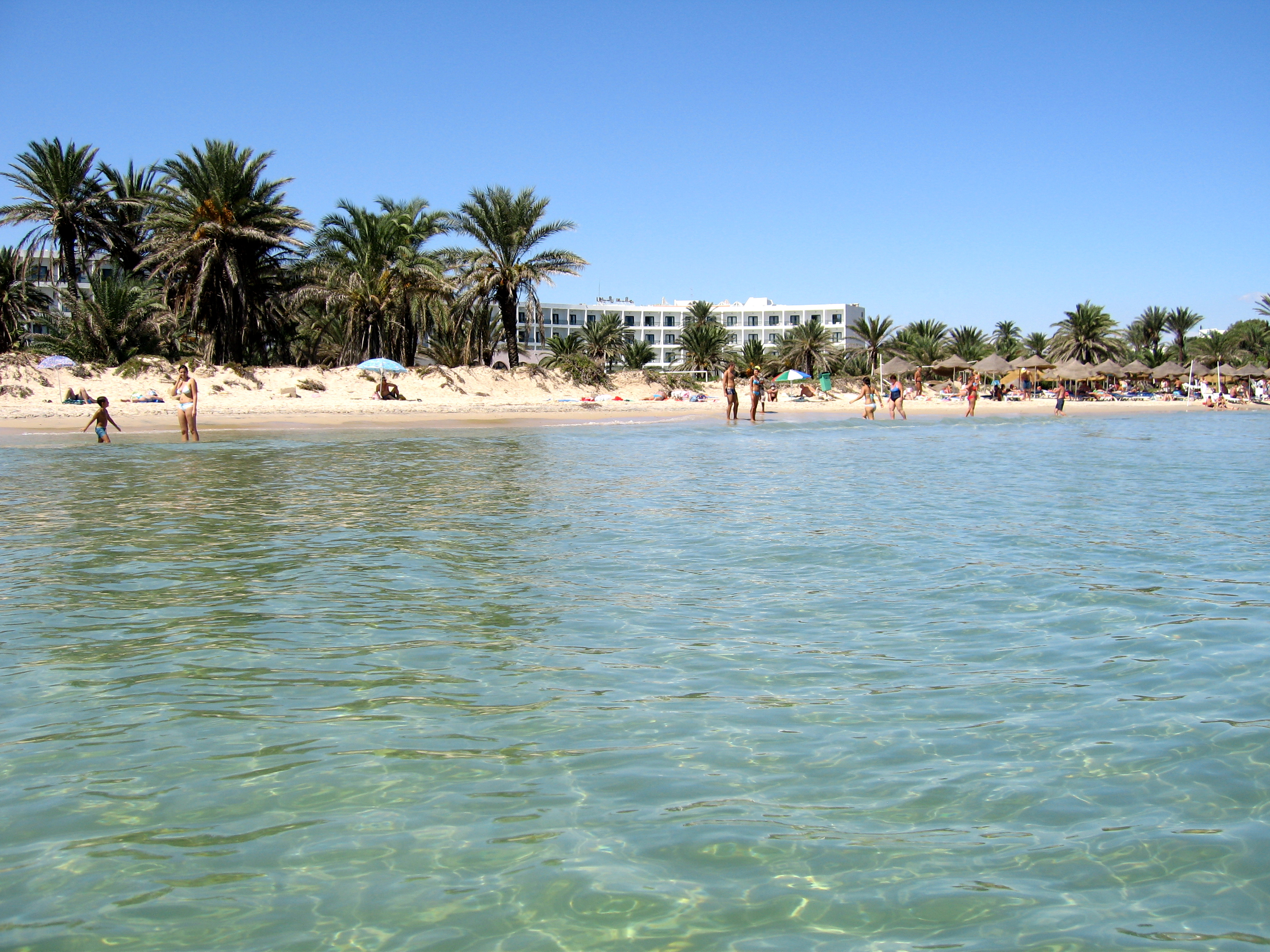
Plage de Sousse.
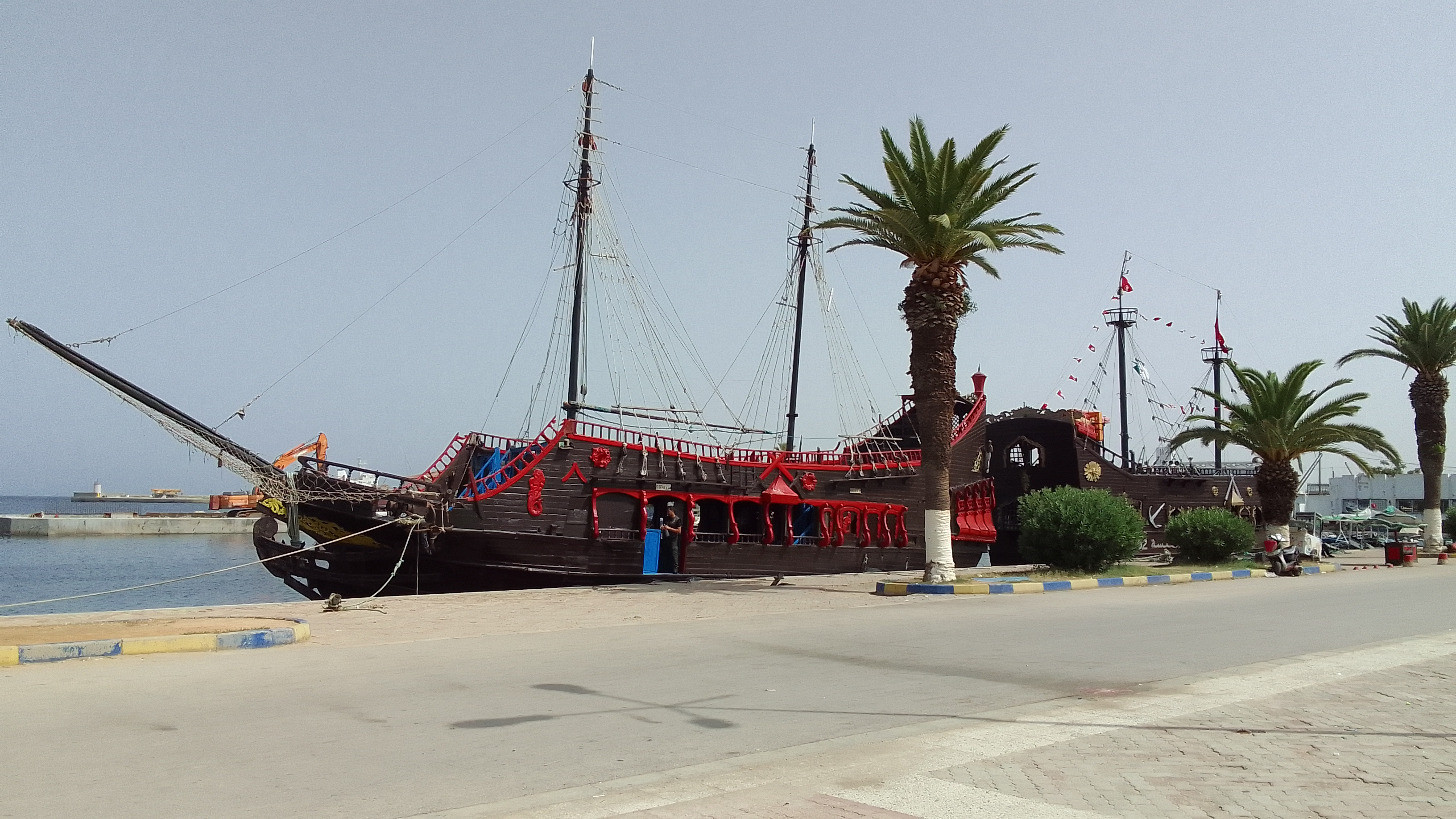
Bateau pirate touristique.

## Transports

### Transport en commun

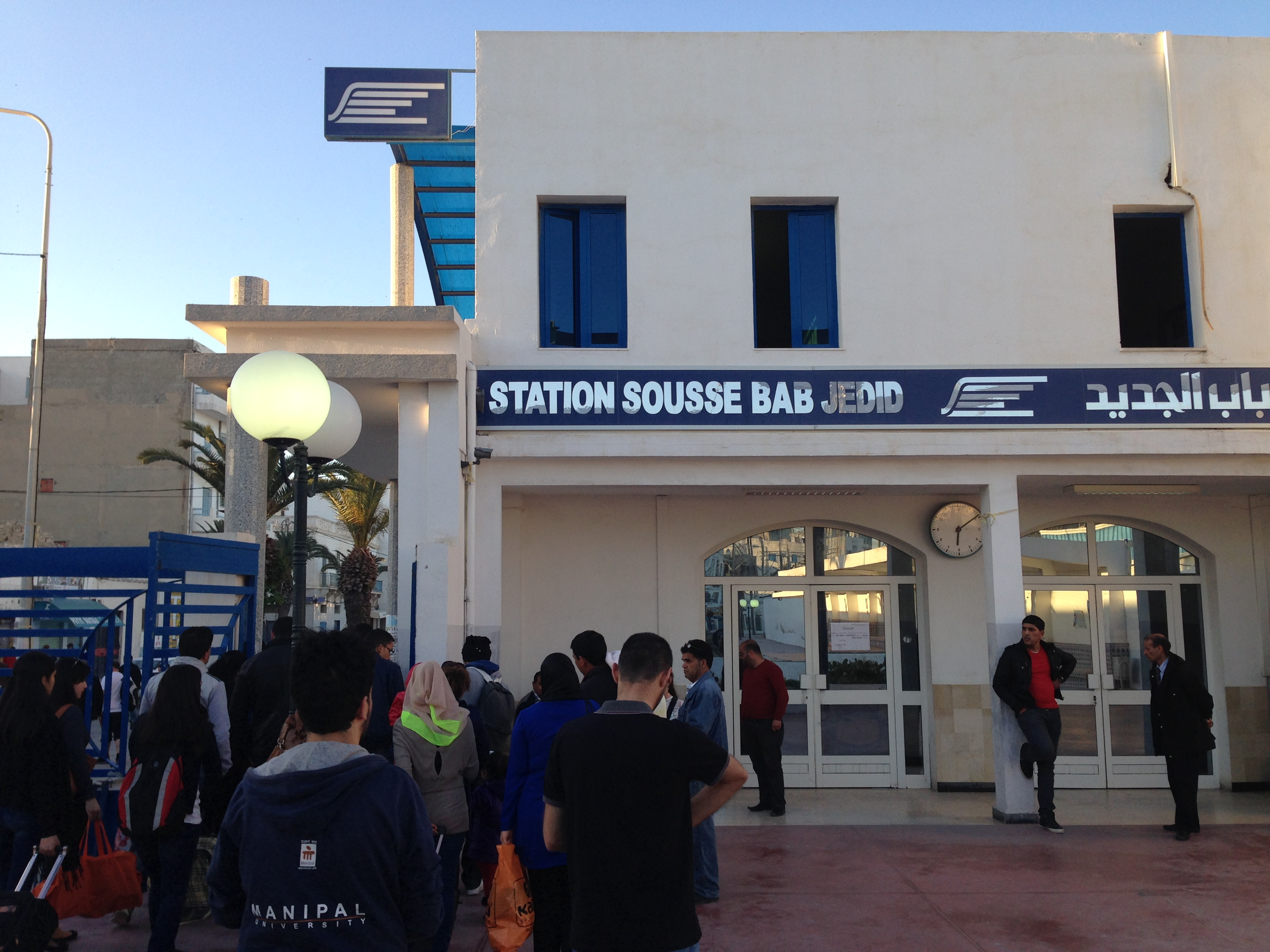
Gare de Sousse-Bab Jedid.

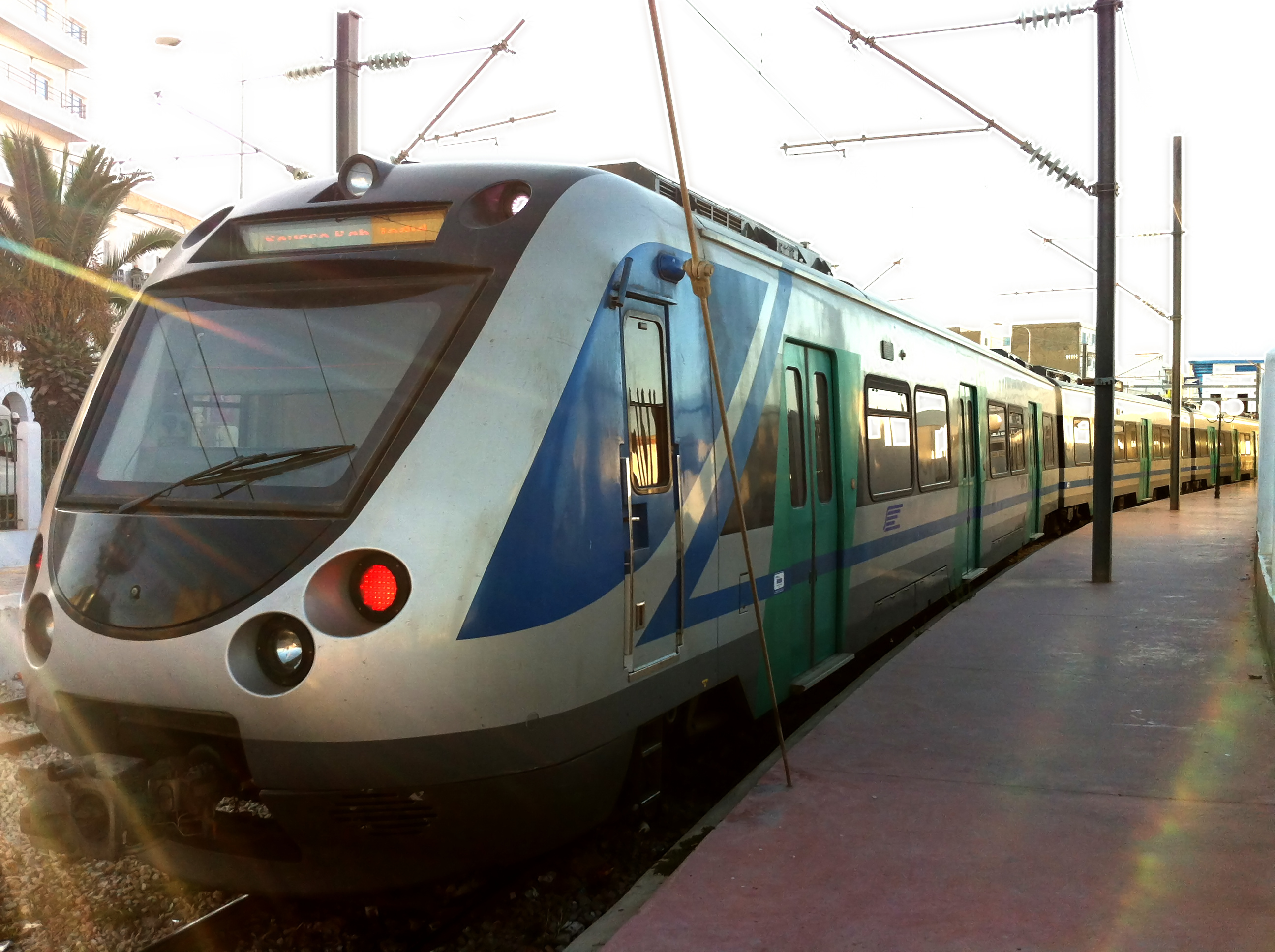
Convoi du Métro du Sahel à la station.

La Société de transport du Sahel (STS) est la seule société offrant un service de transport en commun en bus. La ville de Sousse est reliée aux villes environnantes par un réseau de louages et de taxis qui ne cesse de se développer pour assurer la fluidité de la circulation des personnes.
La ville de Sousse est desservie par une ligne de chemin de fer régional, le Métro du Sahel, la reliant à Monastir et Mahdia, sur une longueur totale de 97 kilomètres. Un projet de trois lignes supplémentaires devant rallier Kalâa Kebira, Enfida, Kalâa Seghira et M'saken pour un coût de 500 millions de dinars est approuvé en juillet 2019 par une délégation spéciale du conseil régional du gouvernorat de Sousse.

### Transport aérien
De l'étranger, on accède à Sousse par avion (aéroports de Monastir et Enfida pour les plus proches ou de l'Aéroport international de Tunis-Carthage), par ferry et bateau à partir des grandes villes portuaires françaises de Toulon ou Marseille via Tunis, et directement de celles d'Italie comme Trapani ou Pantelleria.

### Transport ferroviaire

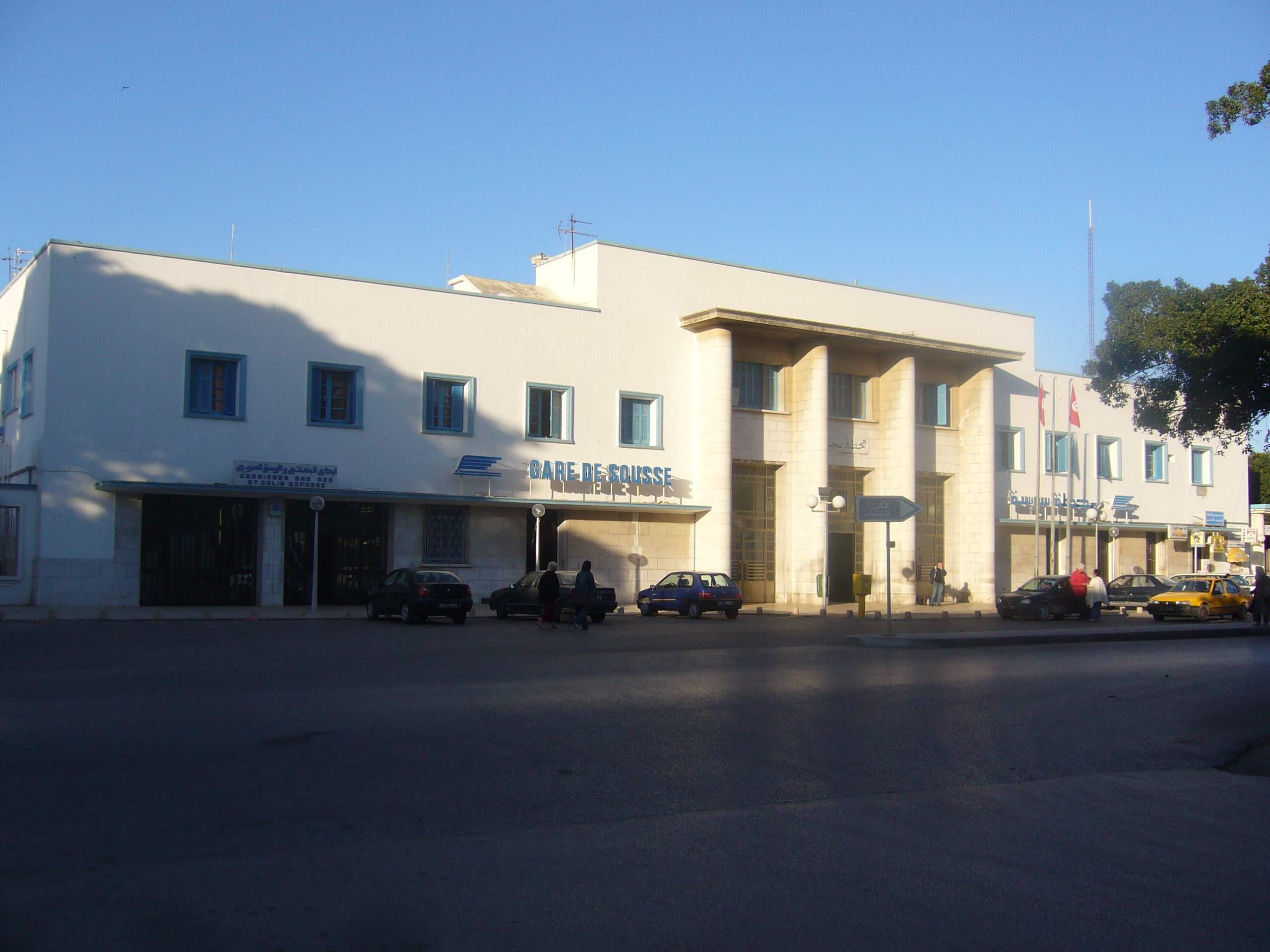
Gare de Sousse.

La ville de Sousse est un arrêt sur la ligne de Tunis à Gabès et le point de départ d'une ligne menant à Kalâa Seghira. Une réouverture de la ligne vers Kasserine, construite en 1909 et fermée en 1982, est prévue pour 2026 pour des travaux estimés à 550 millions de dinars.

## Sport

### Étoile sportive du Sahel

#### Historique

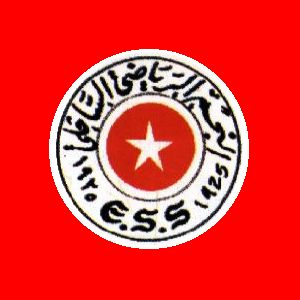
Logo historique de l'Étoile sportive du Sahel en 1925.

L'Étoile sportive du Sahel (ESS) est le club omnisports de référence de la région du Sahel. Fondée le 11 mai 1925 et présidée par Chedly Boujemla puis par Ali Larbi Hannachi ; elle est autorisée par arrêté ministériel le 17 juillet de la même année. La tenue de ses joueurs est à l'époque composée d'une « culotte blanche et un maillot rouge avec col et revers blancs et étoile blanche sur la poitrine ».
L'ESS est alors le seul club de Sousse composé uniquement de musulmans face aux clubs mixtes des Français de la Patriote de Sousse (fondé en 1903, dans lequel Francis Borelli a joué), des Juifs du Maccabi de Sousse, des Italiens de La Savoia et des Maltais du Red Star. 
Le club s'entraîne sur le stade Charles-Henri-Cachelou (inauguré en 1922), du nom du juge de paix français et fondateur de la Patriote de Sousse — qui l'a utilisé originellement — avant d'être rebaptisé « stade M'hamed-Maârouf » (cinquième président de l'ESS) après l'indépendance du pays. L'équipe remporte de nombreux trophées dans la première moitié du XXe siècle, notamment grâce au buteur Habib Mougou (1927-2008), surnommé « tête d'or ».

#### Activités
L'ESS est actuellement basée sur l'avenue Mohamed-Karoui à Sousse ; elle comporte six sections de football, volley-ball, basket-ball, handball, judo et lutte. Son équipe de football est l'une des plus prestigieuses du championnat national et joue au stade olympique. Elle est finaliste de la Ligue des champions de la CAF en 2004 et 2005 et vainqueur de cette même compétition en 2007.

### Autres associations

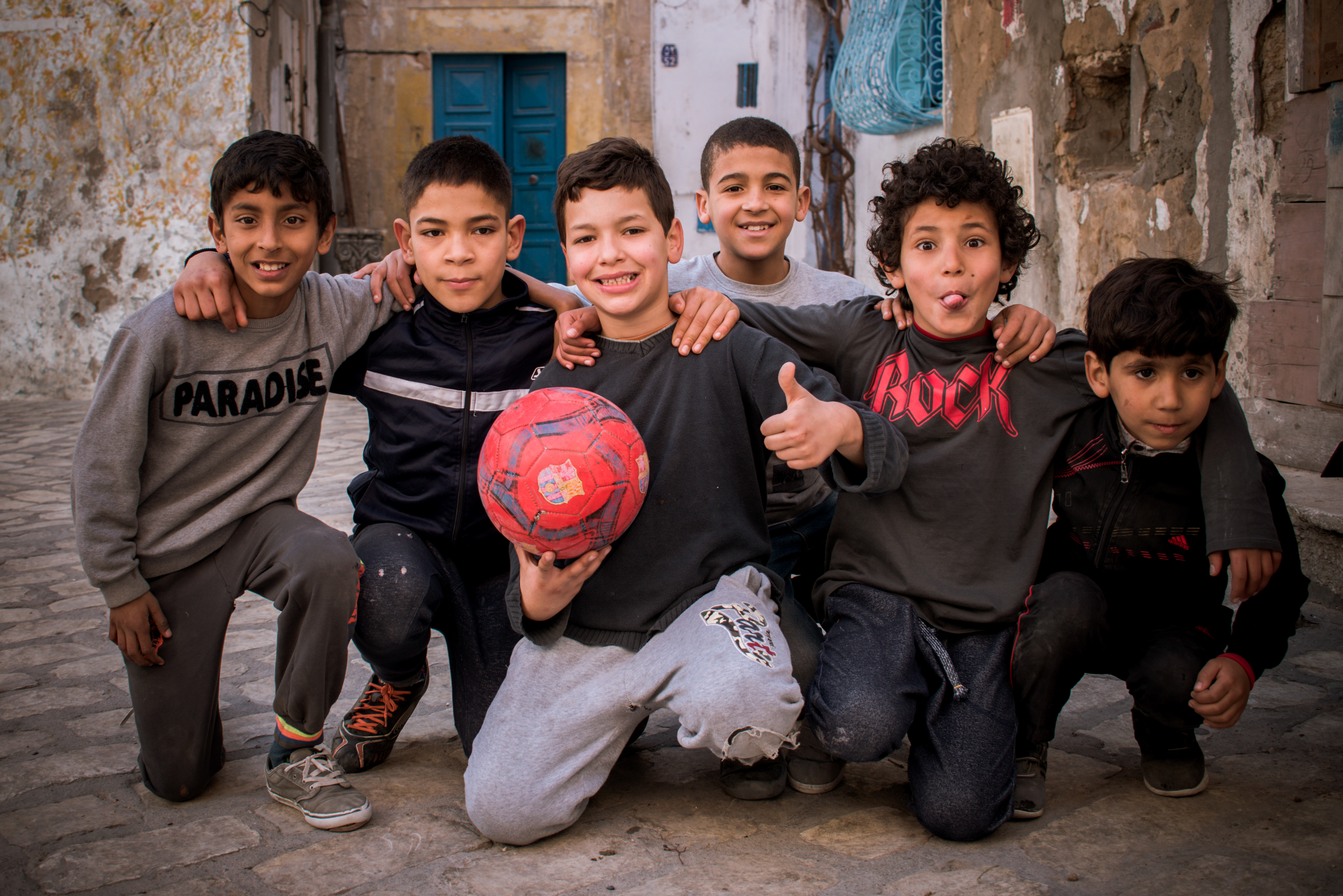
Jeunes joueurs de football.

Il existe d'autres associations sportives de Sousse telles que le Stade soussien, une ancienne gloire du football national dans les années 1960, l'Athletic Club de Sousse ou encore la Patriote de Sousse (doyen des clubs tunisiens), sans oublier l'Association sportive féminine du Sahel qui possède des équipes de handball et de football.

## Jumelages
La ville de Sousse a développé des relations de coopération avec des villes de plusieurs continents via l'établissement de relations de jumelage :
- Thiès (Sénégal) depuis le 20 novembre 1965
- Ljubljana (Slovénie) depuis le 27 juillet 1967
- Poděbrady (Tchéquie) depuis le 17 mai 1969
- Boulogne-Billancourt (France) depuis le 12 juillet 1977
- Brunswick (Allemagne) depuis le 10 septembre 1980
- Marrakech (Maroc) depuis le 17 novembre 1982
- Constantine (Algérie) depuis le 9 juin 1984
- Atar (Mauritanie) depuis le 29 juillet 1989
- Miami (États-Unis) depuis le 10 mai 1994
- Salalah (Oman) depuis le 20 juin 1994
- Lattaquié (Syrie) depuis le 29 juin 1995
- Izmir (Turquie) depuis le 15 mai 2006
- Weihai (Chine) depuis le 25 août 2007
- Nice (France) depuis le 9 février 2012[58]